# 秋田弁の文法
秋田弁の文法（あきたべんのぶんぽう）では、秋田県で話される日本語の方言である秋田弁（方言学では秋田方言と呼ばれる）の文法について記述する。
秋田方言の文法には、様々な特徴的な現象が見られる。秋田県内でも地域差があり、また周辺の県と連続する現象もある。以下では日本語の共通語を平仮名で、秋田方言を片仮名で表記し、共通語と適宜対照しながら記述する。秋田方言として不適格な表現や、過去に存在したと思われるが現存しない形式などには*を付して記す。他の語に付属して用いられる語は「-ドゴ」のように-を付けて表記し、併用される形式は「コレ(ヨリ/ヨッカ) マシンダ」のように表記する。何かが存在しないことを示すのにはØを用いる。

## 用言
単独で文節を構成できる自立語のうち、動詞、形容詞、形容動詞など、活用をする品詞を用言という。秋田方言の用言の活用は、共通語に比べると単純化が進んでいる部分があり、特に形容詞はほとんど活用をしなくなっている。

### 動詞
日本語の動詞の活用の種類は、平安時代には四段活用、上一段活用、上二段活用、下一段活用、下二段活用、カ行変格活用、サ行変格活用、ナ行変格活用、ラ行変格活用の九種類があった。現在の共通語では、四段活用が五段活用と呼ばれるようになり、下一段活用、ナ行変格活用、ラ行変格活用が五段活用に、上二段活用が上一段活用に、下二段活用が下一段活用に変化して、活用の種類は五段活用、上一段活用、下一段活用、カ行変格活用、サ行変格活用の五種類に減少している（現代語では上一段活用と下一段活用を一括して一段活用とすることもある）。秋田方言でも同じ統合が起こっているが、五段活用以外の活用が五段活用に近付く傾向が見られる。
秋田方言の動詞の活用を表にして示すと以下のようになる。使用地域が限定されているものは括弧に入れて示す。秋田方言では終止形と連体形は動詞、形容詞、形容動詞のいずれにおいても全く差がないため、ここでは便宜上両者を合わせて「基本形」とする。また、意思を示すときに使われる形を「意向形」、連用形のうち五段動詞で音便が現れる形を「音便形」とする。
| 動詞         | 動詞         | 動詞         | 未然形                                                    | 連用形                | 基本形                                                    | 仮定形                  | 命令形        | 意向形                         | 音便形          |
| 活用         | 行           | 語例         |                                                           |                       |                                                           |                         |               |                                |                 |
| ------------ | ------------ | ------------ | --------------------------------------------------------- | --------------------- | --------------------------------------------------------- | ----------------------- | ------------- | ------------------------------ | --------------- |
| 五段         | カ行         | 書く         | カガ-                                                     | カギ-                 | カグ-                                                     | カゲ-                   | カゲ          | カゴ（ー）                     | ケァ- カエ-     |
| 五段         | サ行         | 刺す         | ササ-                                                     | サシ-                 | サシ-                                                     | サシェ-                 | サシェ        | サソ（ー）                     | サシ-           |
| 五段         | タ行         | 立つ         | タダ-                                                     | タジ-                 | タジ-                                                     | タデ-                   | タデ          | タド（ー）                     | タッ-           |
| 五段         | ナ行         | 死ぬ         | シナ-                                                     | シニ-                 | シヌ-                                                     | シネ-                   | シネ          | シノ（ー）                     | シン-           |
| 五段         | マ行         | 読む         | ヨマ-                                                     | ヨミ-                 | ヨム-                                                     | ヨメ-                   | ヨメ          | ヨモ（ー）                     | ヨン-           |
| 五段         | ラ行         | 取る         | トラ-                                                     | トリ-                 | トル-                                                     | トレ-                   | トレ          | トロ（ー）                     | トッ-           |
| 五段         | ワ行         | 買う         | カワ- （カラ-）                                           | カエ- （カリ-）       | カウ- （カル-）                                           | カエ- （カレ-）         | カエ （カレ） | カオ（ー） （カロ（ー））      | カッ-           |
| 五段         | ガ行         | 漕ぐ         | コカ゜-                                                   | コキ゜-               | コク゜-                                                   | コケ゜-                 | コケ゜        | ココ゜（ー）                   | コエ-           |
| 五段         | バ行         | 飛ぶ         | トンバ-                                                   | トンビ-               | トンブ-                                                   | トンベ-                 | トンベ        | トンボ（ー）                   | トン-           |
| 上一段       | カ行         | 着る         | キ-                                                       | キ-                   | キル-                                                     | キレ-                   | キレ （キロ） | キロ（ー）                     | キ-             |
| 上一段       | マ行         | 見る         | ミ-                                                       | ミ-                   | ミル-                                                     | ミレ-                   | ミレ （キロ） | ミロ（ー）                     | ミ-             |
| 下一段       | ア行         | 居る         | エ-                                                       | エ-                   | エル-                                                     | エレ-                   | エレ （エロ） | エロ（ー）                     | エ-             |
| 下一段       | ナ行         | 寝る         | ネ-                                                       | ネ-                   | ネル-                                                     | ネレ-                   | ネレ （ネロ） | ネロ（ー）                     | ネ-             |
| カ変         | カ行         | 来る         | コ-                                                       | キ-                   | クル-                                                     | コエ- （クレ-） （ケ-） | コエ ケ       | クロ（ー） コロ（ー）          | キ-             |
| サ変         | サ行         | する         | サ- （シ-）                                               | シ-                   | シル- シ-                                                 | シレ- シェ-             | シレ シェ     | シロ（ー） ショ（ー） ソ（ー） | シ-             |
| 特殊         | カ行 ワ行    | 食う         | クヮ- カ-                                                 | クエ-                 | ク（ー）                                                  | ケ-                     | ケ            | クオ（ー）-                    | クッ-           |
| 後続する接辞 | 後続する接辞 | 後続する接辞 | -ネァ -（サ）シェル -（ラ）レル （-（ラ）サル） （-ンバ） | -（中止） -テァ・デァ | -（終止） -（連体） -シ -ンベ（シ） （-ンデロ） （-ガロ） | -ンバ                   |               | （-ンバヤ）                    | -テ・デ -タ・ダ |

#### 活用の種類

##### 五段活用
五段活用の活用形は秋田県内で大きな差がなく、また共通語とも大きな差がない。意思を示す形のカゴ（ー）、トロ（ー）などの形も共通語の「書こう」、「取ろう」などとほぼ同じである。五段活用は「-テ」「-タ」が後続した場合に音便形を取る。音便形の形も共通語と同じく、語幹の末音節がカ行、ガ行のものはイ音便、サ行のものは原型、タ行、ラ行、ワ行のものは促音便、ナ行、マ行、バ行のものは撥音便を取る。ただしイ音便は母音単独音節のイがない大部分の地域ではエになる。
鹿角地方と北秋田地方では、ワ行五段活用動詞のほとんどが規則的にラ行五段活用に変化している。例えば「買う」「しまう」「思う」「縫う」「習う」「違う」「貰う」などが「カル」「シマル」「オモル」「ヌル」「チカ゜ル」「モラル」などになる。ただし「会う」は「有る」と同音衝突を起こすため、「アル」にはなりにくい。「言う」はこの地域では「ヘル」になっている。これ以外の地域でも、「撓う」（しなう）は全県的に「シナル」になっている。
ワ行五段動詞の「食う」は様々な音変化により独特な様相を呈している。基本形は長母音の短呼により「ク」と発音され、仮定形と命令形は「クエ」が連母音の融合により「ケ」となっている。さらに未然形は、「クワ」から母音脱落による合拗音化により高年層で「クヮ」となり、やや年代が下がると合拗音の衰退により「カ」となって、「クヮネァ」「カネァ」（食わない）となっている。

##### 一段活用
一段活用では、命令形と意向形に特色がある。一段活用の命令形は共通語では「着ろ」「見ろ」「居ろ」「寝ろ」「起きろ」「止めろ」のようにオ段になるが、秋田方言では「キレ」「ミレ」「エレ」「ネレ」「オギレ」「ヤメレ」のようにエ段になる。これはほとんど全県で広く用いられているが、鹿角地方では「キロ」「ミロ」「エロ」「ネロ」「オギロ」「ヤメロ」のように共通語同様のオ段になる。また仙北地方や雄勝地方の県境に近い山間部では、命令形にエ段とオ段のものが並存している。隣接する青森県や岩手県、宮城県、山形県内陸部ではほとんどの地域で命令形にオ段が用いられており、それらの地域に連続するものとも考えられる。
一段動詞で意思を表す形は、共通語では「着よう」「見よう」「居よう」「寝よう」「起きよう」「止めよう」のように「ヨー」の形式が使われるが、秋田方言では意向形は「キロ（ー）」「ミロ（ー）」「エロ（ー）」「ネロ（ー）」「オキロ（ー）」「ヤメロ（ー）」のように、ラ行五段動詞に類推した「ロ（ー）」の形が用いられる。
一段活用は基本形と仮定形が元々ラ行五段動詞に似ており、さらに秋田方言では命令形と意向形が類推によりラ行五段活用のような形になっているため、全体としては共通語よりもかなりラ行五段活用に近付いているが、未然形、連用形、音便形は違うままであり、完全には五段化していない。例えば「見る」に対して「*ミラネァ」（見ない）、「*ミリテァ」（見たい）、「*ミッタ」（見た）のような形式は出現していない。

##### カ行変格活用
カ行変格活用（カ変活用）では、未然形がコ、連用形がキ、基本形がクルになるのは共通語と同じである。仮定形は全県的に「コエ-ンバ」が用いられるが、鹿角地方では共通語と同じ「クレ-ンバ」が用いられ、男鹿市や秋田市など県中央部では「コエ-ンバ」と「ケ-ンバ」が併用される。命令形は「コエ」が普通であるが、母音融合を起こした「ケ」が用いられることもある。意向形は一段動詞への類推により生じた「クロ（ー）」や、「コヨー」から他の意向形への類推により生じた「コロ（ー）」が用いられる。
カ変活用は全体としては変格活用としての特色をよく保っており、茨城県、群馬県、埼玉県、千葉県などに見られる未然形の「キ」や基本形の「キル」のような一段化した形は用いられない。一方で仮定形、命令形の「ケ」は五段活用に近付いた形であり、秋田方言のカ変活用には弱いながらも五段活用に近付こうとする動きがあると言える。

##### サ行変格活用
サ行変格活用（サ変活用）では、未然形が「サ」になっているのが特徴的である。これはほぼ全県的に見られるが、仙北地方には未然形に「シ」の形も現れ、「シネァ」（しない）「シラエル」（される）のような形が見られる。また、基本形の「シル」が「シ」となることや、仮定形、命令形の「シレ」が「シェ」や「ヘ」と発音されることもある。これはレの子音が脱落した「シエ」という形を経たものである。意向形には「シロ（ー）」の他に「ショ」「ソ」という形もある。なお、共通語化してシとスを区別する意識のある世代では、基本形が「スル」または「ス」、仮定形、命令形が「スレ」、意向形が「スロ（ー）」となることもある。
全体としては、「サ」「シ」「シ」「シェ」「シェ」となる五段活用化への動きと、「シ」「シ」「シル」「シレ」「シレ」となる一段活用化への動きが絡み合って、かなり複雑な様相を呈している。県中央部では「サ」「シ」「シル」「シレ」「シレ」のように混合した状態である。秋田県内では、サ変活用が五段活用に統合している地域としていない地域が混在している。

#### 活用形
それぞれの活用形の機能を述べる。

##### 未然形
未然形は独立して用いられることはなく、必ず接辞を付けて用いられる。最もよく使われるのは否定の助動詞「-ネァ」であり、これは共通語の「-ない」に対応する。また、共通語の「-せる」「-させる」に対応する使役の助動詞「-シェル」「-サシェル」も未然形に接続する。共通語では「-せる」は五段動詞とサ変動詞に、「-させる」は一段動詞とカ変動詞に接続するが、秋田方言の「-シェル」「-サシェル」にも同様の使い分けがある。ただし一段動詞とカ変動詞に接続する場合に、「ネラシェル」（寝させる）や「コラシェル」（来させる）のように「-ラシェル」の形が現れることがある。全ての動詞に「-シェル」が接続すると考えれば、一段活用やカ変活用の未然形に「ネラ-」「コラ-」のような五段化した形があるとみなすこともできる。
受動や可能を表す助動詞「-レル」「-ラレル」も未然形に接続する。これも五段動詞とサ変動詞には「-レル」、一段動詞とカ変動詞には「-ラレル」が接続して、共通語の「-れる」「-られる」と対応する。
県北部や内陸地方の一部で用いられる自発の助動詞「-サル」「-ラサル」も未然形接続であり、「-サル」が五段動詞とサ変動詞に、「-ラサル」が一段動詞とカ変動詞に接続する。「-サル」「-ラサル」は五段活用をする。
鹿角地方では、「-ンバ」が未然形に接続した場合には「これからもしするのなら」という意味の仮定条件となり、仮定形接続は「もう既にしたのなら」という意味の確定条件となって使い分けがある。これは文語の未然形と已然形の区別にほぼ相当する。この区別は岩手県などの旧南部藩地域の方言に残っているものである。この場合の接続の形は、五段動詞は「カガンバ」（書けば）、一段動詞は「ミランバ」（見れば）、カ変動詞は「クランバ」（来れば）、サ変動詞は「シランバ」（すれば）のようになる。他地域でも、諺には「ガッコ ホメランバ カガ ホメレ」（香の物を誉めるなら主婦を誉めろ）のような形が見られる。

##### 連用形
連用形は、「山に行き、山菜を取る。」のように文を一旦切って次に繋げる「中止法」で用いられたり、「山菜取り」のように動詞から名詞を作るときに使われたりする。また、共通語の「-たい」に相当し願望を表す「-テァ」（「-デァ」）も連用形に接続する。

##### 基本形
基本形は、「手紙を書く。」のように文を言い切る形で使われる終止形としての用法や、「手紙を書く人」のように名詞を修飾する連体形としての用法がある。また、多くの地域で推量を表す「-ンベ」や、由利地方沿岸部で推量を表す「-ンデロ」、由利地方内陸部で推量を表す「-ガロ」も基本形に接続する。さらに、共通語の「-ます」が連用形に接続するのと異なり、秋田方言でそれに近い機能を持つ聞き手尊敬の「-シ」は基本形に接続する。また、多くの地方では、意思を表す場合にも意向形を使わず、単に基本形で表すことが多い。基本形に終助詞の「ハ」を付けた「エグハ」（行こう）のような形や、それが融合した「エガァ」のような形で意思を表すこともあり、基本形に「-ンベ」を付けて表すこともある。基本的には全ての動詞がウ段で終わるが、サ行五段およびタ行五段は、スおよびズが秋田方言では欠けているためにシ、ジで終わる。

##### 仮定形
仮定形は、独立して用いられることはなく、必ず「-ンバ」を伴って用いられる。鹿角地方では前述のように、「-ンバ」は未然形接続と仮定形接続の場合とを、それぞれ仮定条件と確定条件の意味で使い分けるが、他の地方では共通語と同様に、仮定形に「-ンバ」を接続させることで仮定条件を表す。

##### 命令形
命令形は、秋田方言では鹿角地方など一部の地域を除いて、全ての動詞がエ段で終わる点に特色がある。共通語と同じように独立して用い、命令を表す。

##### 意向形
意向形は、共通語の「書こう」「見よう」のように意向・勧誘を表す形である。仙北地方、平鹿地方、雄勝地方、由利地方など県南部方言では比較的多く用いられるが、それ以外では意思を基本形で表すことが多い。また南部方言でも意思を基本形で表すこともある。由利地方には反語の意味を表す「-ンバヤ」があるが、これは意向形接続である。共通語の「書こう」「見よう」のように「カゴー」「ミロー」などの長音として発音されることもあるが、短く「カゴ」「ミロ」と発音されることもしばしばある。

##### 音便形
接続助詞の「-テ」（「-デ」）、助動詞の「-タ」（「-ダ」）が後続する場合、サ行五段以外の五段動詞は音便形を取る。五段動詞の音便の形や、五段動詞以外では連用形と同じである。

### 形容詞
共通語の形容詞は、全ての語が語尾にイを取るが、秋田方言の形容詞は、イ語尾と語幹が母音融合を起こし、その形が語幹となってそこに語尾が付いていく点でかなりの特色があり、形容詞が活用をしないということができる。
秋田方言の形容詞の活用は以下のようになる。形容詞の活用形には動詞のような意向形、音便形はなく、また命令形も欠く。
| 形容詞       | （未然形）                                      | （連用形）                                      | （基本形）                                | （仮定形）        |
| ------------ | ----------------------------------------------- | ----------------------------------------------- | ----------------------------------------- | ----------------- |
| 高い         | タゲァ-                                         | タゲァ-                                         | タゲァ-                                   | タゲァ-           |
| 欲しい       | ホシ-                                           | ホシ-                                           | ホシ-                                     | ホシ-             |
| 安い         | ヤシ-                                           | ヤシ-                                           | ヤシ-                                     | ヤシ-             |
| 白い         | シレ-                                           | シレ-                                           | シレ-                                     | シレ-             |
| 後続する接辞 | -ンベ -ガンベ （-ンデロ） （-ガロ） （-ゴッタ） | -グネァ -グネァガッタ -グテ -（ク）テモ -ガッタ | -（終止） -（連体） -ンドモ （-ンバッテ） | -ンバ -ケァ -ガラ |

以上のように、どのような語が付いても、形容詞は基本形相当の形のまま変化しない。上の表では共通語での該当形を基準にして後続する接辞を各活用形に割り振ったが、秋田方言の形容詞は語形変化しないから、接辞がどの活用形に接続するかを形態から見分けることはできない。形容詞の活用形には基本形しかなく、全ての接辞は基本形に接続するとみなすこともできる。なお、共通語と同様、文語のク活用とシク活用の区別はなく、活用の種類は一種類のみである。
なお、融合前の語幹がウやオで終わっている場合、基本形で「カルエ」（軽い）や「シロエ」（白い）のように語尾が融合しない形が見られることがある。内陸では非融合形が用いられ、海岸部では融合形が用いられる傾向がある。

#### 活用形
秋田方言では基本形しかないと考えることもできるが、ここでは便宜的に共通語の各活用形に相当する秋田方言の形を「高い」を例にして説明する。

##### 未然形
共通語での未然形は「高かろう」という形に現れるが、秋田方言ではそれに相当する一般的な形は「タゲァンベ」であり、基本形と同じ形に接続する。動詞では「-ンベ」は基本形接続であるから、形容詞の場合も基本形接続ともみなせる。同様の意味で、秋田県一般に「タゲァガンベ」という形も用いられるが、これは「*タゲァグアルンベ」の縮約である。また、由利地方沿岸部では「タゲァンデロ」、由利地方内陸部では「タゲァガロ」、鹿角地方では「タゲァゴッタ」のような形が使われる。「タゲァンデロ」は「高いであろう」（共通語の口語では「高いだろう」）に相当する「*タゲァンデアロー」の形が縮約してできたものであり、「タゲァガロ」は、共通語の「高かろう」（「高くあろう」の縮約）に相当する「タガガロ」（「*タガグアロー」の縮約）が基本形と同じ形に接続するようになったものである。また「タゲァゴッタ」は「高いことだ」にあたる「*タゲァゴドンダ」に由来する。

##### 連用形
共通語での連用形は「高かった」「高く」「高くて」「高くても」のような形に現れる。秋田方言では、「高かった」に相当する形式は「タゲァガッタ」であり、やはり基本形と同じ形に接続する。回想を示す形として「タゲァケ」「タゲァガケ」がある。また、「高く」に相当する形式は「タゲァグ」である。「高くて」に相当する形式は「タゲァグテ」「タゲァクテ」の他に、「タゲァシテ」やその変異形の「タゲァフテ」がある。稀な形に「タゲァグアテ」がある。「高くても」に相当する形は「タゲァテモ」「タゲァクテモ」「タゲァクタテ（モ）」「タゲァタテ（モ）」「タゲァシテ（モ）」などがある。
「タゲァグ」「タゲァグテ」「タゲァクテモ」などに見られる「ク」「グ」は共通語の「高く」「高くて」「高くても」に見られる「く」と同じ語尾にも見えるが、これは「タゲァケ」「タゲァシテ」「タゲァタテ」などの形があるように必ずしも必須ではない。また、基本形と同じ形に接続することから独立した用法を発達させている。地域によっては「アルゲルグナッタ」で「歩けるようになった」という意味を表すように、動詞の基本形に接続する用法があり、「グ」は完全に独立した接辞となっている。また後述するように「グ」は擬音語・擬態語から派生した形容詞にも接続する。
県南部の一部では、形容詞の過去形を示す語尾「-ガッタ」が動詞や形容動詞に接続した「エダガッタ」（居た）、「シンジガﾝダガッタ」（静かだった）のような形もある。

##### 基本形
共通語での基本形にあたる形には「鳥海山は高い。」のような終止形としての用法と、「鳥海山は高い山だ。」のように名詞を修飾する連体形としての用法がある。秋田方言でもこの用法は同じである。共通語では基本形は全ての形容詞が語尾にイを持つが、秋田方言ではこれが語幹と融合しており、共通語の拍数よりも秋田方言の音節数が一音節少なくなっている。形容詞に接続する接辞は全て基本形と同じ形に接続するようになっており、 秋田方言の形容詞の大きな特色となっている。共通語の「高いのは」に相当する形として、「タゲァノァ」「タゲァナ」がある。これは「タゲァノハ」のように終助詞の「-ハ」が融合した形である。他に「高い奴」に相当する「タゲァヤジ」がある。

##### 仮定形
共通語での仮定形は、「高ければ」のように語尾「けれ」を取るが、秋田方言では「タゲァンバ」のように基本形と同じ形に直接「-ンバ」が接続する。また、「タゲァケァ」「タゲァガラ」が用いられることもある。「タゲァケァ」は「高いければ」にあたる「*タゲァケレバ」に由来する形である。「タゲァガラ」は理由表現の「-ガラ」が接続したように思われがちだが、由来は全く異なり、「高いくあれば」にあたる形が縮約したものである。秋田市周辺で使われる「ンダガラ」（そうだよ）は、形容詞で成立した「-ガラ」が形容詞以外にも接続するようになった例であり、全体としては「*ンダクアルハ」の縮約である。

#### 形容詞化
秋田方言には、擬音語・擬態語からかなり生産的に形容詞を派生することができる語尾「-ジ」「-デァ」「-デ」がある。これは「トユウ」（と言う）に由来するものと考えられる。「-ジ」「-デァ」「-デ」が基本形語尾となり、形容詞と同じように語尾が付いて様々な意味を表す。例えば「グラグラ」という擬態語から「グラグラジ」という形容詞が派生し、「グラグラジグ」（ぐらぐらに）、「グラグラジグナル」（ぐらぐらになる）、「グラグラジグネァ」（ぐらぐらではない）、「グラグラジクテ」（ぐらぐらで）、「グラグラジンベ」（ぐらぐらだろう）、「グラグラジガッタ」（ぐらぐらだった）、「グラグラジンドモ」（ぐらぐらだけれども）、「グラグラジンバ」（ぐらぐらならば）のように用いることができる。語尾の「-ジ」「-デァ」「-デ」の形には地域差があり、「-デァ」「-デ」は主に沿岸部で、「-ジ」は主に内陸部で用いられる傾向がある。ただし完全に沿岸と内陸に二分されるわけでもなく、例えば平鹿地方や雄勝地方では「-デァ」「-デ」もかなり見られる。

### 形容動詞
形容動詞の活用形は以下のようになる。
| 形容動詞     | 連用形    | 連用形 | 連用形            | 基本形                                          | 仮定形        |
|              | 連用形    | テ形   | タ形              |                                                 | バ形          |
| ------------ | --------- | ------ | ----------------- | ----------------------------------------------- | ------------- |
| 静か         | -ニ       | -ンデ  | -ンデアッ -ンダッ | -ンダ （-ナ）                                   | -ンダ （-ナ） |
| 後接する接辞 | -（用言） | -ネァ  | -タ               | -（終止） -（体言） -ンベ （-ンデロ） （-ガロ） | -ンバ         |

共通語では未然形は「静かだろう」のように推量の場合に「だろ」の形で現れるが、秋田方言では推量を「シンジガンダンベ」のように基本形と同じ形で表すので、未然形はないとみなすことができる。由利地方の推量の「-ンデロ」「-ガロ」も基本形と同じ形に接続する。
連用形は用言に接続する狭義の「連用形」と、共通語の「静かで」にあたる「テ形」、「静かだっ-た」にあたる「タ形」に分けることもできる。狭義の連用形の用法は共通語と同じである。「テ形」の用法で共通語と異なるのは、否定の「ネァ」が接続する場合である。共通語での形容動詞の否定は「静かではない」と「は」を挟み、口語ではそれが縮約した「静かじゃない」を用いることが多いが、秋田方言ではネァが直接接続して「シンジガンデネァ」のようになる。タ形は共通語の口語では「静かだった」が普通で、その一段階前の「静かであった」は文章語だが、秋田方言では県北部から中央部にかけては「シンジガンデアッタ」となり、県南部では「シンジガンダッタ」を用いる傾向がある。
共通語では、形容動詞に限って終止形と連体形の区別があり、「この森は静かだ。」「静かな森」のように終止形は「だ」、連体形は「な」となる。一方、秋田方言では名詞を修飾する場合にも終止する場合と同じく「-ンダ」を用いることに特徴がある。例えば「静かな森」にあたる言い方は「シンジガンダモリ」となる。これに関連して、「大きな」「小さな」「おかしな」などの連体詞も、秋田方言では「オッキンダ モリ」（大きな森）のように「-ンダ」で終わる。ただし、県南部では、形容動詞の連体形や連体詞の語尾として「-ナ」が用いられる傾向がある。
仮定形は「-ンバ」が接続する形であり、「バ形」とも呼ばれる。共通語では「静かならば」「静かなら」のように「-なら」の形を取るが、秋田方言では「シンジガンダンバ」のように「-ンダンバ」となる。ただし、県南部では「-ナンバ」の形も用いられる。「-ンダラ」「-ンナラ」の形もある。

### 助動詞
活用する助動詞としては以下のものがある。「形容詞型」のものは語形変化しないため、助詞とみなすこともできる。
| 助動詞             | 共通語  | 活用の種類 | 意味             | 接続                 | 備考       |
| ------------------ | ------- | ---------- | ---------------- | -------------------- | ---------- |
| -レル（-エル）     | -れる   | 一段動詞型 | 受身・自発・可能 | 五段・サ変動詞未然形 |            |
| -ラレル（-ラエル） | -られる | 一段動詞型 | 受身・自発・可能 | 一段・カ変動詞未然形 |            |
| -シェル            | -せる   | 一段動詞型 | 使役             | 五段・サ変動詞未然形 |            |
| -サシェル          | -させる | 一段動詞型 | 使役             | 一段・カ変動詞未然形 |            |
| -サル              |         | 五段動詞型 | 自発             | 五段・サ変動詞未然形 | 主に県北部 |
| -ラサル            |         | 五段動詞型 | 自発             | 一段・カ変動詞未然形 | 主に県北部 |
| -ネァ              | -ない   | 形容詞型   | 否定             | 動詞未然形           |            |
| -テァ              | -たい   | 形容詞型   | 願望             | 動詞連用形           |            |
| -ンダ              | -だ     | 形容動詞型 | 断定             | 名詞                 |            |

否定の助動詞「-ネァ」はほぼ形容詞と同じ活用をするが、「カガネァンデ」のように「-ネァンデ」という形を持つことが形容詞と異なる。これは、共通語でも「書かないで」のように「-ないで」という形を持つのと同様である。
断定の助動詞「-ンダ」は、形容動詞とかなり似た活用をするが、「-ニ」の形は持っていない。形容動詞と同様に連体形でも「-ンダ」の形を取り、「アニンダヒド」（兄である人）のように名詞を修飾する。

## 体言
単独で文節を構成できる自立語のうち、活用がない名詞、副詞、連体詞、接続詞、感動詞などの品詞を体言という。

### 名詞
名詞には固有名詞、普通名詞、代名詞、形式名詞などの種類がある。秋田方言の名詞の働きは共通語と同じである。

#### 人称代名詞
秋田方言の人称代名詞の体系は以下のようになる。
|      | 一人称     | 二人称 | 三人称            | 三人称            | 三人称            | 不定称                   |
| 近称 | 一人称     | 二人称 | 中称              | 遠称              |                   | 不定称                   |
| ---- | ---------- | ------ | ----------------- | ----------------- | ----------------- | ------------------------ |
| 目上 | オレ・オエ | アンダ | コレ・コエ コエジ | ソレ・ソエ ソエジ | アレ・アエ アエジ | ダレ・ダエ ドエジ ドナダ |
| 対等 | オレ・オエ | オメァ | コレ・コエ コエジ | ソレ・ソエ ソエジ | アレ・アエ アエジ | ダレ・ダエ ドエジ ドナダ |
| 目下 | オレ・オエ | ンカ゜ | コレ・コエ コエジ | ソレ・ソエ ソエジ | アレ・アエ アエジ | ダレ・ダエ ドエジ ドナダ |

一人称は、共通語では男性が「俺」、女性が「私」（わたし）であるのが普通だが、秋田方言では男女とも「オレ」が用いられる。「オレ」はしばしば「オエ」とも発音される。ただし現在では共通語化により、特に中年層以下の女性は「ワダシ」を用いることも多い。
二人称は、一般に使われるのは共通語の「お前」に対応する「オメァ」であり、対等な相手を中心に聞き手との上下関係に関わりなく用いられる。内陸南部では「ショー」が用いられ、対等または目下の相手への親愛を込めた呼びかけに使われる。同じ地域では「ヤー」「ヨー」も使われる。やや敬意を含んだ二人称として、「あなた」「あんた」に対応する「アンダ」が用いられるが、鹿角地方では「お前さん」に対応する「オメァサン」が代わりに用いられる。目下には「ンカ゜」が用いられるが、これは共通語の「貴様」のような軽卑的なニュアンスがある。仙北地方、平鹿地方、雄勝地方では同じ用法で「ンナ」も用いる。他に、二人称代名詞に「ソナダ」「テモド」を使う地域がある。
三人称は指示代名詞の「コレ」「ソレ」「アレ」や、そこから子音が脱落した「コエ」「ソエ」「アエ」を用いたり、共通語の「こいつ」「そいつ」「あいつ」に対応する「コエジ」「ソエジ」「アエジ」を用いる。
不定称は、「ダレ」または子音が脱落した「ダエ」を用いたり、「どいつ」に相当する「ドエジ」を用いる。また丁寧な形として「どなた」に対応する「ドナダ」がある。また、軽卑的なニュアンスを伴う不定称として、「誰奴」に対応する「デァジ」や、「どの奴」に対応する「ドノヤジ」も存在する。
他に、共通語の「自分」にあたる再帰代名詞（反照代名詞、反射代名詞）として、鹿角地方、北秋田地方、由利地方でわずかながら「ワ」が用いられる。なお、「ワ」は隣接する青森県では普通の一人称代名詞として用いられ、用法に差がある。
人称代名詞の複数形を作る接辞としては、複数辞の「-ド」「-ダ」「-ダジ」「-カ゜ダ」が用いられる。

#### 指示代名詞
秋田方言の指示代名詞の体系は以下のようになる。
|        | 近称       | 中称       | 遠称           | 不定称            |
| ------ | ---------- | ---------- | -------------- | ----------------- |
| 事物   | コレ・コエ | ソレ・ソエ | アレ・アエ     | ドレ・ドエ        |
| 場所   | コゴ       | ソゴ       | アソゴ・アッコ | ドゴ              |
| 方向   | コッチ     | ソッチ     | アッチ         | ドッチ            |
| 人称   | コエジ     | ソエジ     | アエジ         | ドエジ            |
| 連体詞 | コノ       | ソノ       | アノ           | ドノ              |
| 連体詞 | コンタ     | ソンタ     | アンタ         | ドンタ ナンタ     |
| 副詞   | コー       | ソー       | アー           | ドー ナント       |
| 副詞   | コンタニ   | ソンタニ   | アンタニ       | ドンタニ ナンタニ |

事物を表す系列は、「コレ」「ソレ」「アレ」「ドレ」で共通語と同じである。ただし子音が脱落した「コエ」「ソエ」「アエ」「ドエ」も用いられる。「コレ」「ソレ」「アレ」は三人称代名詞にも用いられる。
場所を表す系列は「コゴ」「ソゴ」「アソゴ」「ドゴ」で共通語の「ここ」「そこ」「あそこ」「どこ」に対応する。「アソゴ」は促音化して「アッコ」となることもある。「コゴ」「ソゴ」「ドゴ」は、方向などを表す助詞の「サ」が後続した場合に「コサ」「ソサ」「ドサ」という形になることがあるが、「アソゴ」は「アッコサ」にはなるものの「*アサ」とはならない。
方向を表す系列は「コッチ」「ソッチ」「アッチ」「ドッチ」であり共通語と同様である。方向などを表す助詞の「サ」が後続した場合に、融合して「コッチャ」「ソッチャ」「アッチャ」「ドッチャ」となる場合がある。
人称を表す系列は「コエジ」「ソエジ」「アエジ」「ドエジ」で、共通語の「こいつ」「そいつ」「あいつ」「どいつ」に対応する。三人称代名詞として使われる。
連体詞の系列には、共通語の連体詞の系列にも対応する「コノ」「ソノ」「アノ」「ドノ」の他に、共通語では形容動詞の系列である「こんな」「そんな」「あんな」「どんな」に対応する「コンタ」「ソンタ」「アンタ」「ドンタ」がある。また、不定称には「ドンタ」の他に「ナンタ」がある。「-ンタ」の系列の語尾としては他に様々なものが用いられている。「-ンタラ」は県北部、中央部で、「-（ン）タダ」は県南部で用いられる傾向が強い。「-ンチクタ」はほぼ全県的に用いられるが、軽卑的なニュアンスがある。男鹿周辺では「-クタ」「-ヤ」も用いられる。県南部では、中称で「ソンタ」の他に「シタ」「シタンダ」などが用いられることがある。
副詞の系列には、共通語と同じ「コー」「ソー」「アー」「ドー」の他に、不定称で「ナント」が用いられる。また、連体詞の「-ンタ」の系列に「ニ」を付けて副詞化した「コンタニ」「ソンタニ」「アンタニ」「ドンタニ」も用いられる。不定称には「ナンタニ」もある。

#### 形式名詞
形式名詞とは、元々は実質的な意味を持って用いられていた名詞が、付属語のように用いられるようになったものである。秋田方言は形式名詞による表現が多様である。
「事」（こと）に由来するものとしては、鹿角地方で推量として用いられる「-ゴッタ」がある。これは「-ゴドンダ」（事だ）に由来し、動詞の基本形に接続する。また、仮定接辞として全県的に用いられる「-ゴッタラ」「-ゴッタンバ」は「-ゴドンダラ」「-ゴドンダンバ」に由来する。また、人を対象とした格助詞的に用いられる「-ドゴ」は、「-ゴド」が音位転倒を起こしたものである。
「物」（もの）は、情報を提示する終助詞として「アッコサ オエノ エ アルモノ。」（あそこに俺の家があるよ。）のように用いられる。語り口を柔らかにする機能もある。これが推量を表す「-ンベ」に後接した「-ンベモノ」や、それが音脱落や融合を起こした「-ンベオン」「-ンベオ」「-ンビョン」が由利地方を除くほぼ県全域で推量辞として用いられる。伝聞に、「トユウモノ」に由来する「-ジモノ」「-デモノ」がある。鹿角地方では、共通語の「-のだ」「-のか」に現れる準体助詞の「-の-」にあたる表現に、「-モノ」に由来する「-オン」を用いる。
「奴」（やつ）が県北部を中心に広く、共通語の準体助詞「-の-」に相当するものとして用いられる。基本の形は「ヤジ」だが、地域による変異形が非常に多い。「-のは」の場合には「-ヤジ-」「-アジ-」「-エジ-」「-ジ-」が、「-のか」の場合には「-ヤジンダ-」「-アジンダ-」「-エジンダ-」「-ヤッタ-」「-アッタ」「-アンダ」「-ジンダ」が、「-のだ」の場合には「-ヤジンダ」「-アジンダ」「-エジンダ」「-ヤッタ」「-アッタ」「-アンダ」「-ジンダ」が、「-のでは-」の場合には「-ヤジンデ-」「-アジンデ-」「-エジンデ-」「-ヤッテ-」「-アッテ-」「-アンデ-」「-ジンデ-」が用いられる。「-エジ-」系は県南地方の一部で、「-ジ」系は南秋田地方の一部で用いられる。「-のは」の場合の「-ヤジ」は由利地方、平鹿地方、雄勝地方を除く広い地方で用いられ、「-アジ」は山本地方と南秋田地方で用いられる。また、「-のか」「-のだ」「-のでは」の場合に促音を含む語形を用いるのは主に北秋田地方や山本地方で、撥音を含む語形を用いるのは主に南秋田地方、河辺地方、由利地方である。実際の発話中ではさらに直前の動詞などとの縮約が起こることがある。
共通語の準体助詞「-の-」に相当するものとして、主に県南部では「ドサ エグナンダガ」（どこへ行くのか）のように「-ナ-」が用いられる。さらに、「アノ ナ ヨゴシテケレ」（あのもの（あれ）を寄越してくれ）のように、「-の-」と置き換えられない形式名詞としての用法もある。

### 接続詞
接続詞とは、共通語の「だから」「けれども」「そして」「それでは」など、文と文などの関係を表す品詞のことを言う。接続の仕方により分類される。

#### 順接
順接の接続詞は、文脈を変えることなく文を繋ぐ。共通語では、前の文脈から導かれる当然の結果として後の文脈を導く原因理由の接続詞として「だから」「それで」などがあり、前の文脈からの時間的なつながりを表す継起関係の接続詞として「それから」「すると」「そうしたら」「それでは」「では」などが、前の文脈を条件として次の文脈を導く仮定条件の接続詞として「それなら」などがある。
秋田方言では、「だから」「それで」などに相当する原因理由の接続詞には、「-ガラ」が後続する「シタガラ」「ンダガラ」と、「-ハンテ」に由来するものが後続した「シタンテ」「ンダンテ」がある。また、由利地方南部では、「-サカイ」に由来するものが後続した「ンダサゲ」「ンダハゲ」が用いられる。
時間的な継起関係を表す接続詞には、「シタンバ」「シタッキャ」「シタッケ」が用いられる。このうち、「シタンバ」は全県的に用いられ、「シタッキャ」「シタッケ」は県北部を中心に用いられる。
仮定条件の接続詞としては、「シタラ」が用いられる。

#### 逆接
共通語の「しかし」「けれども」にあたる逆接の接続詞には「-ドモ」が後続する「シタドモ」「ンダドモ」や、「-タッテ」が後続する「シタッテ」「シタタッテ」「ンダタッテ」が全県的に用いられる。また、県北部では、「-ンバッテ」が後続する「シタンバッテ」「ンダンバッテ」が用いられる。

#### 並列
共通語の「そうして」「そして」にあたる並列関係を表す接続詞には「シテ」が用いられる。

#### 転換
話題の転換を表す接続詞には、共通語では「では」「じゃあ」が用いられるが、秋田方言では「シェンバ」が用いられる。「センバ」「ヘンバ」が用いられることもある。また、これを共通語的に置き換えた「そうすれば」が転換の接続詞として用いられることがある。共通語の「そうすれば」は前の文脈を受けた仮定条件を表す用法しかなく、転換の接続詞として「そうすれば」を用いることは他地方の人には奇異に感じられることが多いが、秋田県では共通語的場面でも転換の接続詞として多く用いられ、話者は共通語にない用法であることに気付いていないことが多い。

## 接辞
接辞とは、語の前や後ろに付いて、派生語を作ったり語の意味や品詞を変えたりする形態素のことを言う。

### 指小辞
秋田方言に特徴的なのは、指小辞の「-コ」を多用することである。秋田方言の「-コ」は、「小」「子」に由来するもので、名詞の末尾に付いて、そのものが小さいものであることや、親しみのあるものであることを表す。例えば「チャワンコ アラッテケレ」（茶碗を洗ってくれ）や「アッコノ カワコサ エッテ オヨエンダ」（あそこの小川に行って泳いだ）のように用いられる。必ずしも物理的に小さいものにだけ用いるわけではない。例えば「器量コ」のように抽象名詞に付くこともあるし、「山コ」のようにかなり大きいものにも付くことができる。「ジェンコ」（銭コ）は些細な金額の小銭の事を指す。また、語り手の口調を丁寧なものにする効果もあり、些細なものとして謙遜したり軽侮したりする場合に用いることもある。丁寧さを示すために用いられる場合にもやはり指小辞としての性質はある程度残っており、「雨コ」と言えば小雨を指すことが多く、土砂降りの雨には使えない。しかしながら、「オッキダ イシコ」（大きな石）のように「オッキダ」（大きな）とともに用いる用例も認められる。
指小辞の「-コ」は必ず名詞の後ろに付くが、独立した形態素として意識されているために原則として有声化（濁音化）しない。例えば「雪コ」はユギコと発音される。「-ッコ」のように促音が入ることもある。ただし、語源意識が失われた場合は濁音化することがある。例えば、「牛」を表す「ベゴ」は、秋田方言で牛の鳴き声を表す擬音語の「ベー」（共通語の「モー」にあたる）に「-コ」が付いたものだが、現在ではそのような成り立ちがあまり意識されなくなっているために有声化するようになっており、さらに指小辞が付いた「ベゴコ」「ベゴッコ」という語形も出現している。

### 複数辞
名詞に付いて複数形を作る複数辞として、秋田県では「-ド」「-ダ」「-ダジ」「-カ゜ダ」が用いられる。このうち「-ド」が用いられるのは県北部の鹿角地方、北秋田地方、山本地方に限られる。「-ダ」は中央部と県南部の他に山本地方沿岸部でも用いられ、「-ダジ」は県南部で用いられる。「-カ゜ダ」は主に県中央部で用いられる。「-カ゜ダ」には共通語の「-がた」が持つような敬意は特にない。

## 助詞
日本語の助詞には格を示す格助詞、複数のものを並立させる並立助詞、他の語に付いて意味を添える係助詞、体言や副詞に付いて副詞的に働く副助詞、文や句の末尾に付いて意味を付け加える終助詞、文節の末尾に付いて語調を整えたりする間投助詞、文と文を接続する接続助詞などがある。並立助詞を格助詞に、係助詞を副助詞に、間投助詞を終助詞に含めることもある。

### 格助詞
共通語の格助詞には「-が」「-で」「-と」「-に」「-の」「-へ」「-を」「-から」「-まで」「-より」などがある。

#### 主体
動作の主体を表す格助詞には、共通語では「-が」が用いられる一方で、口語では省略されることも多い。秋田方言では「エヌØ エル」（犬がいる）のように無助詞が普通で、「-カ゜」をほとんど用いない。現在では共通語化が進んで「-カ゜」も用いられるようになりつつあるが、かなり改まった場面でも「-カ゜」を用いないのが本来の用法である。これは「アメØ フッテキタ」（雨が降ってきた）のような動作の主体を表す表現、「カンジェØ チエ」（風が強い）のような状態の主体を表す表現、「コレØ オメァノ エンダガ？」（これがお前の家か？）のような一致認定を受ける主体を表す表現のいずれでもそうである。
また、間投助詞の「ハ」が「カサァ ボゴエダ」（傘が壊れた）や「アメァ フッタ」（雨が降った）のように直前の名詞と融合し、共通語の「-が」に相当する主格の格表示の機能を担うことがある。
連体修飾節の中の主体を表す場合に、共通語では「子供の鳴く声がする」「雨の降る日が好きだ」のように「の」を用いる場合がある。これと同じ用法は秋田方言にもある。しかしこの場合も、秋田方言では「ワラシØ ナグ コエØ シル」「アメØ フルフィØ シギンダ」のように無助詞であることが多い。

#### 対象
動作の対象を表す場合には、共通語では「酒を飲んだ」のように「-を」を用いる。また、感情や知覚の対象を表す場合には、「お前が好きだ」「海が見える」のように「-が」を用いる。このような場合にも秋田方言では対象を表す助詞を用いないのが普通であり、「サゲØ ノンダ」「オメァØ スギンダ」「ウミØ メル」のように言う。「-オ」類は鹿角地方や北秋田地方北部などに僅かに見られるに過ぎない。
動作の対象が有情物（人または動物）である場合に限って、特に対象となる名詞句を取り立てて「-ドゴ」という助詞を用いることがある。例えば「シェンシェーØ タロードゴ ゴシャエンダ」（先生が太郎を叱った）や「オレØ オメァドゴ スギンダ」（俺はお前が好きだ）のように用いられる。一方、対象が無情物（非生物や植物）の場合には「-ドゴ」は用いられない。例えば「石を蹴った」は「イシØ ケッタ」や「イシコ ケッタ」であって「*イシドゴ ケッタ」はやや不適格であり、「海が見える」を「*ウミドゴ メル」のように言うことはない。
「-ドゴ」は「所」と関係すると考えられがちだが、実際には「-ゴド」（事）が音位転倒を起こしたものである。対象が有情物の場合に使用が制限されるという性質は、共通語の「-のこと」に通じる。また、「-ドゴ」が対象格助詞として用いられている秋田県、山形県沿岸部、山形県内陸南部、宮城県北部、福島県北西部の周辺部では、青森県南西部、新潟県中北部、福島県南東部、栃木県、茨城県で対象格助詞として「-ゴド」が用いられ、宮城県北部、福島県北西部では「-ノゴト」も用いられている。
現在では、「-ドゴ」は対象を示す格助詞としての文法化が進んでおり、対象が有情物の場合のみという使用制限は強く意識されなくなってきている。特に対象物に対する物理的働きかけが強い場合、世代が下がるにつれて「イシドゴ ケッタ」のような表現も違和感なく受け入れられるようになっている。「-ドゴ」が用いられる地域の中でも、秋田県を含む日本海側はこの文法化が進んでいる。この格助詞化が進んで、対象一般に「-ドゴ」を用いる話者もいる。
一方で、共通語化に伴い、「-ドゴ」の使用範囲が狭まっていく動きもあり、特に「コゴガラ ウミドゴ メル」（ここから海が見える）のように、対象が無情物である無意思的な知覚動作では「-ドゴ」が用いられなくなる傾向がある。さらに、「コゴガラ ワラシドゴ メル」（ここから子供が見える）のように、対象が有情物でも無意思的な知覚動作の場合に「-ドゴ」が用いられない段階、「タロードゴ ナク゜ッタ」（太郎を殴った）や「イシドゴ ケッタ」のように物理的な働きかけが強い動作に限って「-ドゴ」が用いられる段階を経て、「-ドゴ」を用いない段階に至る。日高水穂による1999年-2001年の調査によれば、「-ドゴ」の用法を以下のように6種類に分けると、高年層（60歳代-90歳代）、中年層（40歳代）、若年層（10歳代）の各世代のいずれかで回答率が10%を超えた組み合わせは以下の7種類であり、1から3に向かって秋田方言独自の文法化による用法拡大が、3から7に向かって共通語化に伴う用法縮小が起こっている。
| 前接名詞 | 動作     | 動作       | 使用の可否の段階 | 使用の可否の段階 | 使用の可否の段階 | 使用の可否の段階 | 使用の可否の段階 | 使用の可否の段階 | 使用の可否の段階 | 例文                       |
| 有情性   | 意思     | 物理的働き | 1                | 2                | 3                | 4                | 5                | 6                | 7                | 例文                       |
| -------- | -------- | ---------- | ---------------- | ---------------- | ---------------- | ---------------- | ---------------- | ---------------- | ---------------- | -------------------------- |
| 有情物   | 意思的   | 強い       | ○                | ○                | ○                | ○                | ○                | ○                | ×                | 太郎が次郎ドゴ殴った。     |
| 有情物   | 意思的   | 弱い       | ○                | ○                | ○                | ○                | ○                | ×                | ×                | この窓から子供ドゴ見た。   |
| 有情物   | 無意思的 | 弱い       | ○                | ○                | ○                | ○                | ×                | ×                | ×                | この窓から子供ドゴ見える。 |
| 無情物   | 意思的   | 強い       | ×                | ○                | ○                | ○                | ○                | ○                | ×                | 太郎が石ドゴ蹴飛ばした。   |
| 無情物   | 意思的   | 弱い       | ×                | ×                | ○                | ○                | ○                | ×                | ×                | この窓から海ドゴ見た。     |
| 無情物   | 無意思的 | 弱い       | ×                | ×                | ○                | ×                | ×                | ×                | ×                | この窓から海ドゴ見える。   |

高年層では1から3までの段階までの話者が多いのに対して、中年層では3から5までの段階の話者が多く、1から2までの段階の話者はかなり少なくなっている。さらに若年層では、1から2までの段階の話者はほぼいなくなり、6から7までの段階の話者が増えてきている。対象一般に用いる若年層も同じ程度いるものの、高年層のように有情物に限った使い方をする話者はほとんどいなくなっている。

#### 連体修飾
連体修飾とは、名詞を修飾することを言う。名詞または名詞句による連体修飾は、共通語では「孫の顔」のように「-の」を介することで行うが、これは秋田方言でも同様で「マコ゜ノ チラ」のように言う。また、「娘の結婚」のような格関係的修飾も、「ムシメノ ケッコン」のように共通語と同様の表現をする。
南秋田地方など一部の地域では、修飾名詞が「オレ」（俺）、「オメァ」（お前）という人称代名詞であり、なおかつ、被修飾名詞が人や場所ではなく具体物である場合に限って、「オレØ カサ」（俺の傘）や「オメァØ チラ」（お前の顔）のように「ノ」が省略可能になる現象がある。修飾名詞が人称代名詞以外であったり、被修飾名詞が人や場所である場合には、「タローノ クルマ」（太郎の車）、「オレノ マコ゜」（俺の孫）、「オメァノ ハダゲ」（お前の畑）のように「ノ」が省略不可能である。

#### 方向・相手
存在の方向や移動の方向を表すには、共通語では「-に」を用い、移動の方向には「-へ」も用いるが、秋田方言では「フィカ゜シサ アル」（東にある）、「ニシノ ホーサ エグ」（西のほうへ行く）のように「-サ」を用いる。これは東北地方で広く使われる助詞であり、歴史的には方向を表す「様」に助詞の「-に」「-へ」が後続した「-さまに」「-さまへ」が語形を短縮するとともに文法化して格助詞となったものである。本来は方向や移動のみを表す格助詞であったが、東北地方では意味の拡張が起きており、共通語で「-に」「-へ」を表す意味領域でも「-サ」が用いられるようになっている。
行為の及ぶ相手を表すには、共通語では「俺が太郎に話した」のように「-に」を用いるが、秋田方言では「オレ タローサ シャンベッタ」のように「サ」を用いる。また、比較の相手を示すのにも、共通語では「あの子供は母親に似ている」のように「-に」を用いるが、秋田方言では「アノ ワラシ アンバサ ニデル」のように「-サ」を用いる。
願望の相手を表すには、共通語では格助詞「-に」と音便形接続の「-てほしい」を用いて「私は太郎に来てほしい」のように言う。秋田方言でも同様に音便形接続の「-テホシ」を用いて「オレ タロー(ニ/サ) キテホシ）のように「-ニ」または「-サ」が用いられる。また、「オレ タローガラ キテホシ」のように「-ガラ」を用いることも県内各地に認められる。

#### 目的・時・結果
共通語で「-に」を用いる意味領域には、「-サ」が用いられるもの、「-ニ」が用いられるが「-サ」も用いられるようになりつつあるもの、「-ニ」が用いられて「-サ」は用いられないものがあり、全体としては「-サ」が意味領域を拡大しつつある。
移動の目的を表す場合、共通語では「-に」を用いる。秋田方言では、「仕事に行く」のように名詞に後接する場合は「シコ゜ドサ エグ」のように「-サ」を用いる。一方で、「東京へ遊びに行く」のように動詞に後接する場合は「トーキョーサ アソンビニ エグ」のように「-ニ」を用い、「-サ」を用いることはない。これは青森県や山形県と共通し、この用法で「-サ」を用いる岩手県、宮城県、福島県とは異なる。なお、動詞に後接する場合、共通語では連用形に接続するが、秋田方言では「ヤキュー ミルニ エグ」（野球を見に行く）のように基本形に接続する地域がある。ただし、語尾がラ行の語では、「クサ トニ エグ」（草を取りに行く）のように基本形語尾が消えたような形が使われることもある。
動作の時間を表す場合、共通語では「朝に雨が降ってきた」のように「-に」を用いる。秋田方言でも「アサマニ アメ フッテキタ」のように「-ニ」を用いる。また、「仰向けに倒れる」のような副詞の一部としての「-に」も、秋田方言でも「-ニ」を用いる。いずれの用法でも「-サ」は一般に使用しない。
変化の結果を表す場合、共通語では「いい天気になった」のように「-に」を用いるが、秋田方言では「エー テンキ(ニ/Ø) ナッタ」のように、「-ニ」を用いる場合と無助詞である場合がある。「夜に雨が雪に変わった」のように変化の方向性が捉えやすい文脈では「-サ」の許容度が上がる。
助詞の「-ニ」は由利地方では子音が脱落し「-エ」と発音されることがあり、共通語の「-へ」（-エ）と似た発音になる。

#### 場所
存在の場所を表すには、共通語では「庭に犬がいる」のように「-に」を用いる。秋田方言でも「ニワニ エヌ エル」のように「-ニ」を用いるのが普通である。また、所有の主体を表すのにも、共通語では「お前には母がいるだろう」のように「-に」を用いるが、秋田方言でも「オメァニンダンバ アンバ エルンベ」のように「-ニ」を用いる。しかし「-サ」も用いられるようになりつつあり、若い世代では「-サ」を用いるほうが普通である。また、主に県中央部に、これらの用法で「-ンデ」を用いる地域がある。人の存在場所を表すのに用いられることが多い傾向があるが、地域によっては物の存在場所を表すのにも用いられる。
動作や出来事の起こる場所を表すには、共通語では「子供が川で泳いでいた」や「小学校で運動会があった」のように「-で」を用いて表すが、秋田方言でも「ワラシ カワンデ オヨエンデダ」や「ショーカ゜ッコーンデ ウンドーカエ アッタ」のように「-ンデ」で表される。「-ンデ」を動作や出来事の起こる場所だけでなく存在の場所を示すのにも用いる地域があるのが秋田方言の特徴であり、独自に用法を拡大したものと思われる。

#### 手段・道具・原因
手段や道具を表すには、共通語では「車で町へ行く」や「包丁で大根を切る」のように「-で」を用いるが、秋田方言でも「クルマンデ マジサ エグ」や「ホージョーンデ デァゴン ハヤシ」のように「-ンデ」を用いる。
原因を表すのにも、共通語では「大雪で電車が動かなかった」のように「-で」を用い、秋田方言でも「オーユギンデ デンシャ ウコ゜ガネァガッタ」のように「-ンデ」のように「-ンデ」を用いる。

#### 起点・着点・通過点
空間的起点・着点は、共通語では「駅から家まで歩いてきた」のように起点が「-から」、着点が「-まで」で表される。秋田方言でも同様に、「エギガラ エマンデ アリッテキタ」のように起点が「-ガラ」、着点が「-マンデ」で表される。また、時間的起点・着点も同様に、「アサマガラ バンケ゜マンデ カシェンダ」（朝から晩まで働いた）のように起点が「-ガラ」、着点が「-マンデ」で表される。
行為の起点（行為を及ぼす相手）を示すには、共通語では「先生に怒られた」のように「-に」を用いるが、秋田方言では「シェンシェ(ガラ/ニ) ゴシャガレダ」のように「-ガラ」または「-ニ」を用いる。行為の着点（行為の及ぶ相手）には、共通語では起点と同様に「孫に小銭をやった」のように「-に」を用いるが、秋田方言では「マコ゜サ ジェンコ ケダ」のように「-サ」を用いる。行為の場合、起点で「-ドゴガラ」「-ドッカラ」が、着点で「-ドゴサ」「-ドサ」「-ドッチャ」が用いられることがある。
意思的な移動の起点を、着点を同時に含意せずに表す場合、共通語では「家を出る」のように「-を」（「-オ」）を用いるが、秋田方言では「エØ デル」のように無助詞であることが普通である。また、動作全体がある場所で行われ、なおかつその場所が通過点である場合、共通語では「廊下を走るな」のように「-を」を用いるが、これも秋田方言では「ローガØ ハシェルナ」のように無助詞であるのが普通である。

#### 共同・引用・伝聞
共同行為者を示すのには、共通語と同様に「マコ゜ド アリッテキタ」（孫と歩いてきた）のように「-ド」を用いる。
引用の表現には、「アエジンダンバ エガネァッテ ユッテルデァ」（あいつは行かないって言っているよ）や「アシタ アメ フルド オモウナー」（明日雨が降ると思うなあ）のように「-ッテ」または「-ド」を用いる。また、伝聞を表すのに、「ムガシムガシ、ジサマド バサマド エデアッタド。」（昔々、お爺さんとお婆さんがいたそうだ。）のように「-ド」が終助詞的に用いられることもある。

#### 比較
共通語では、比較の対象を表すには、「鳥海山は太平山より高いが富士山より低い」のように「-より」を用いる。秋田方言では、比較の対象には「-ヨリ」や、「-ヨリガ」の縮約である「-ヨッカ」を用いる。秋田方言で特徴的なのは、比較の対象に「チョーガエサンダンバ タエフェーンザンシカ タゲァンドモ フンジサンシカ フィギ」のように「-シカ」を用いる地域が山本地方、北秋田地方、仙北地方などの一部に僅かに見られることである。これは、秋田方言で「-ヨリ」「-ヨッカ」が否定と呼応した限定の用法にも使われるため、元々は否定と呼応した限定のみに使われた「-シカ」の用法が「-ヨリ」「-ヨッカ」の用法にまで広がったものと考えられる。

### 並立助詞
複数の要素を並立する場合、共通語では「紙とペンを持って来い」のように「-と」を用いる。秋田方言でも「カミド ペンド モッテコエ」のように「-ド」を用いる。共通語では並列される最後の要素の後では「-と」が省略されることが多いのに対し、秋田方言では省略されないことが多いのが特徴である。
共通語では、例示列挙の助詞として、「犬だの猫だのたくさん飼っている」のように「-だの」を用いたり、「-やら」を用いたりすることがある。秋田方言ではこのような場合、内陸の鹿角地方、仙北地方、平鹿地方、雄勝地方などでは「-ンダノ」や「-ナノ」を用い、沿岸の山本地方、南秋田地方、由利地方などでは「-ンデラ」や「-ンデァラ」を用いる。

### 係助詞
共通語の係助詞には「-は」「-も」「-でも」「-しか」「-さえ」「-こそ」などがある。

#### 主題提示
文の主題（話題）の提示（提題）には、共通語には「-は」（「-ワ」）を用いる。秋田方言では共通語で「-は」を用いる場合でも、「キンナØ サンビガッタナ」（昨日は寒かったな）のように無助詞であることが多い。また、「-ハ」が直前の名詞と融合して、「コレァ オレノ ホンダ」（これは俺の本だ）のように「-ァ」と発音される場合もある。特に提題の意図を明示したい場合には、本来は共通語の「-なら」「-ならば」に相当する仮定条件を表す形式である「-ンダンバ」を用い、「ソレンダンバ オレノ ホンダ」（それは俺の本だ）のように言う。「ネゴンダンバ メンケンドモ エヌンダンバ オッカネァ」（猫は可愛いが犬は怖い）のように選択や対比を示す「-なら」と重なる用法や、「オレンダンバ ソンタゴド デギネァ」（俺はそんなことは出来ない）のように否定的特立の「-なんか」「-なんて」「-など」と重なる用法もあり、単なる主題提示との間で連続的な用法を持っている。どの用法かは文脈から判断される。「-ンダンバ」は全県的に用いられるが、それに加えて県北部では「-ンダッキャ」、県南部では「-ナンバ」が併用される。

#### 添加・意外性・十分条件
添加を表す場合、共通語では「お前も行くか？」のように「-も」を用いる。秋田方言でも「オメァモ エグガ？」のように「-モ」を用いる。また、意外性のある添加を表す場合、共通語では「雨だけでなく風(も/まで)強くなってきた。」のように「-も」「-まで」が用いられるが、秋田方言でも同様に「アメンバリンデネァグ カンジェ(モ/マンデ) チエグナッテキタ。」のように「-モ」と「-マンデ」を用いる。
意外性を表す場合、共通語では「子供たちでさえ(も)携帯電話を持っている」のように「-さえ(も)」を用いるが、秋田方言では「ワラシカ゜ダンデシャモ ケータイデンワ モッテル」のように「-シャモ」を用いる。これは「-さえも」に由来するものである。十分条件を表すのにも、「コレシャモ アレンバ ダエンジョーンブンダ」（これさえされば大丈夫だ）のように「-シャモ」を用いる。秋田方言では「モ」が伴わない形はあまり用いられない。添加の意味合いが強い文脈では「-シャモ」は用いにくい。

### 副助詞
共通語の副助詞には、「-ばかり」「-くらい」「-ほど」「-だけ」「-まで」などがある。

#### 程度・限定
大体の程度・分量を表すには、共通語では「茶碗に半分(くらい/ぐらい)くれ」のように「-くらい」「-ぐらい」を用いる。秋田方言では「チャワンニ ハンブン(グレァ/バリ/ホンド) ケレ」のように「-グレァ」「-ンバリ」「-ホンド」が用いられる。これらはそれぞれ「-くらい」「-ばかり」「-ほど」に対応する。大体の時間の経過を表すには、共通語では「東京へ三日ほど遊びに行った」のように「-ほど」を用いるが、秋田方言では「トーキョーサ ミッカ(ホンド/ンバリ)」のように「-ホンド」「-ンバリ」を用いる。程度を表すには、共通語では「飛び上がる(ほど/くらい)嬉しかった」のように「-ほど」「-くらい」を用いるが、秋田方言では「トンビアカ゜ル(グレァ/ホンド/ンダゲ) オモシレガッタ」のように「-グレァ」「-ホンド」「-ンダゲ」を用いる。程度の限界を示す場合、共通語では「やりたいだけやれ」のように「-だけ」を用いるが、秋田方言でも「ヤリテァンダゲ ヤレ」のように「-ンダゲ」を用いる。内陸部の鹿角地方、仙北地方、平鹿地方、雄勝地方では、程度の限界を示す場合にも「-グレァ」が用いられる。これらの地方では、「-グレァ」に「-ゴレァ」「-ゴレ」「-ゴロ」などの異形がある。
事柄の限定には、共通語では「饅頭を皮だけ食べた」のように「-だけ」を用いるが、秋田方言では「マンジュー カワ(ンダゲ/ンバリ) クッタ」のように「-ンダゲ」と「-ンバリ」を用いる。また、事柄の範囲の限定には、共通語では「毎日雨ばかり降っている」のように「-ばかり」を用いるが、秋田方言でも「メァニジ アメンバリ フッテル」のように「-ンバリ」を用いる。
共通語では、限定の意味では、「-ばかり」が多数のものを取立て、「-だけ」が唯一のものを取り立てるように使い分けがあるが、秋田方言では、「-ンバリ」が多数・唯一に関わらず限定に用いられ、「-ンダゲ」が程度の用法に限って用いられるという違いがある。
否定と呼応して限定する場合、共通語では「こんなものしかない」のように「-しか」を用いる。秋田方言では「コンタ モノ(シカ/ヨリ/ヨッカ) ネァ」のように、「-シカ」の他に「-ヨリ」「-ヨッカ」が用いられる。また、県南部には、岩手県、山形県、新潟県などにも見られるような「-ガッテ」「-ハッテ」「-エンテ」などの表現が見られる。

### 終助詞
共通語の終助詞には、「-か」「-な」「-の」「-ぞ」などがある。法性（モダリティ）を表すのに使われるものも多い。
疑問を表す終助詞として、共通語では「お前も行くか」のように「-か」が使われる。秋田方言でも「オメァモ エグガ」のように「-ガ」が用いられるが、より丁寧な疑問の表現として、「ドサ オンジャルナギャ」（どこにいらっしゃるのですか）のように「-ギャ」が用いられることがある。これは「-ガ」に助詞の「-エ」を付けたものである。鹿角地方、山本地方、南秋田地方などには、疑問の意味を持たない詠嘆の用法で「-ガエ」を用いることがある。例えば「ありますよ」にあたる丁寧な表現として、山本地方、南秋田地方では「アルモノガエ」「アルアンタガエ」を用い、鹿角地方では「アルドガエ」を用いる。なお、現在では、丁寧な疑問が「-ギャ」、詠嘆が「-ガエ」として使い分けられている。
禁止を表す終助詞として、「ソッチャ エグナ」（そっちに行くな）のように、「-ナ」が共通語の「-な」と同様に用いられる。
丁寧さを加える終助詞として、秋田方言では「-シ」が使われる。共通語の「-です」「-ます」とほぼ同じ機能を持つが、「-シ」は動詞の基本形に接続する。また、主に県北部では「-ッシ」と促音を介し、主に県南部では「-ンシ」のように撥音を介する傾向がある。また、山本地方、南秋田地方、由利地方など沿岸部では「-シ」を用いないことも多い。なお、この「-シ」は /si/ と /su/ の区別を持たない話者の発音は [sï] または [sɯ̈] であるが、意識の上では「ス」に対応しており、/si/ と /su/ を区別する世代の話者は /su/ として発音する。
観察報告の終助詞として、「サキタマンデ ソサ ネゴ エダッケデァ」（さっきまでそこに猫がいたよ）のように、「-ッケ」が用いられる。また、「オレモ ワゲァ ジギンダンバ ムジャ シダッケナ」（俺も若い頃は無茶をしたな）のように回想の用法もある。共通語では回想に「-っけ」を用いることはあるが、観察報告の用法はない。秋田方言の「-ッケ」は観察に基づいて認識したことを報告するものであるため、観察報告の用法では自分を主体として用いることはできない。回想の用法では自分を主体とすることができるが、その場合は過去の自分を振り返って客観的に見る意味合いが伴う。
共通語の「-よ」に近い呼びかけの終助詞として、秋田方言では「ハイェァグ エゲデァ」（早く行けよ）のように「-デァ」が全県的に多用される。「-デ」「-ジャ」となることもある。「-ヨ」も全県的に用いられ、主に県北部では「-ヤ」が用いられる。また、「-よ」に似た意味の終助詞として「-デンバ」がある。これは「-というのに」のような意味合いを持つことが多い。。
共通語の「-ぞ」にあたる強意の終助詞として、秋田方言では「ソンタゴト シェンバ ゴシャガレルド」（そんなことしたら怒られるぞ）のように「-ド」が用いられる。
秋田方言で多用される特徴的な終助詞として、「-モノ」がある。共通語の「-もの」は「だって行きたいんだもの」のようにやや感情を込めて理由を示す場合に用いられるが、秋田方言では共通語と異なり、理由がある場合に限らず、相手の注意を喚起しつつ説明を続けていく場合にも「コノ ミジ マッシク゜ エゲンバ ユーンビンキョグ アルモノ。サギ エッテ マッテデケレ。」（この道を真っ直ぐ行けば郵便局があるよ。先に行って待っていてくれ。）のように用いられる。また、秋田市などの中央部では、特に若年層の女性を中心として、同じ用法で「-モンネ」が用いられる。
伝聞を表す終助詞として、主に県南部では「-ジモノ」や、それが変化した「-ジオノ」「-ジオン」「-ゾン」が用いられ、山本地方、南秋田地方などでは「-デモノ」「-デオノ」「-デオン」が用いられる。また、鹿角地方では「-ジ」単独で伝聞を表す。引用の「-ド」が終助詞として使われて伝聞を表す用法が全県的に認められる。
共通語の「-さ」に相当する終助詞として、秋田方言では「アシタ センダエサ エグンダドシャ。」（明日仙台へ行くんだとさ。）のように「-シャ」がほぼ全県的に用いられる。秋田市では「-セァ」となることが多い。東京方言の「-さ」と異なり、「ハイェァグ ネレシャ。」（早く寝ろ。）のように「-シャ」が命令形に後接することもある。同じ用法で「-チャ」も用いられることがある。また、推量で「-ンベ」を用いない由利地方以外では、「ソンタゴド ネァンベシャ」（そんなこと無いだろうよ）のように「-ンベシャ」の形も用いられる。また、由利地方以外の県南部では、平鹿地方を中心に「-ンベッタ」も用いられる。共通語の「-じゃないか」にあたる確認要求、発見、評価などの用法では、多くの地方で「-デネァガ」を用いるのに対し、平鹿地方、雄勝地方では「-デネァガ」とともに「-シャ」を多用する。一方、この地域では命令形に「-シャ」が後接することはない。
終助詞の「-ハ」が動詞の基本形に接続して、「エッテクルハ」（行ってくるよ）のように意思を表すのに用いられる。また、動詞の基本形と融合して、「エガァ」（エグハから）、「ミラァ」（ミルハから）、「クラァ」（クルハ）、「サ」（シハから）のようになり、意思を表すことが南秋田地方に多く見られる。また、終助詞の「-ネ」に丁寧の終助詞「-シ」と「-ハ」が付いて融合した「-ネサ」「-ネシ」「-ネハ」が秋田市を中心とした地域で年配の女性に丁寧の表現として用いられる。
感嘆や念押しの終助詞として、「キョーンダンバ タエシタ サンビガッタナ。」（今日はとても寒かったな。）のように、「-ナ」が共通語の「-な」と同様に用いられる。
疑問や反語に使われる終助詞として「-ンバ」がある。「ダレ エグンバ」（誰が行くのか）のように疑問文の文末に現れ、動詞の基本形に接続して疑問を表すほか、反語の意味でも用いられる。由利地方では、「ダレ エゴンバヤ」のように意向形に「-ンバヤ」が接続した形で現れ、「誰が行くのか、誰も行かないだろう」のような反語専用の表現になる。これは庄内地方や北越地方に通じる表現である。また、県南部の一部地域では、疑問文の語尾に「-ドゴ」「-オゴ」を用いる地域がある。
県南部の一部地域では呼びかけ語に「ショー」を用いるが、これを文末で終助詞のように用いる地域がある。「チョー」を用いる地域もある。また、山本地方と、男鹿地域を中心とした南秋田地方では、指示代名詞の「コレ」「アレ」「コラ」などを文末で注意喚起に用いる例が見られる。

### 間投助詞
共通語の間投助詞には「-さ」「-ね」「-よ」などがある。
秋田方言では、提示詠歎の間投助詞として「-ハ」が用いられる。一般には [ha] と発音されるが、大仙市高梨（旧仙北町）ではより古い [ɸa] （ファ）という発音が記録されている。これは共通語の主題提示助詞「-は」（「-ワ」）と同根であるが、共通語や多くの方言と異なり付属語化しなかったので、ハ行転呼を受けておらず、 /wa/ になっていない。秋田方言の「-ハ」は独立した間投助詞であり、内容としては感動助詞と言える。独立性が強いため、「オラモハ エグハ」（俺も行くよ）のように取り除いても文意は通じる。「-ハ」はしばしば直前の語と融合して、「アメァ」（雨ハ）のように「-ァ」の形になる。撥音の直後では「シケンナ」（試験ハ）のようになる。「アメァ フル」（雨が降る）のように名詞と融合を起こした場合、「-ァ」は共通語の「-は」のような主題提示というよりも、「-が」のような主格表示の機能を持つようになっている。秋田方言では、指定辞「-ンダ」の仮定条件形の「-ダンバ」または「-ナンバ」（共通語の「-なら」「-ならば」に相当する）が主題提示の助詞として発達し、「-ハ」が失った機能を補っているが、共通語の「-は」の意味範囲全てを覆っているわけではない。「-ハ」は終助詞としても用いられる。
共通語の「-さ」「-ね」「-よ」にあたる間投助詞としては「-シャ」（「-セァ」）や「-ヤ」「-ヨ」が多用される。これらは終助詞としても用いられる。終助詞の「-デァ」「-ジャ」「-デ」「-デバ」「-ド」には間投助詞としての用法は無い。

### 接続助詞
共通語の接続助詞には、「-ば」「-たら」「-なら」「-と」「-から」「-ので」「-けれども」「-が」「-のに」「-ても」などがある。

#### 仮定条件
仮定条件とは、ある事柄が仮に起きるならということを前提とした条件のことである。共通語では、動詞の仮定形に接続する「-ば」、音便形（連用形）に接続する「-たら」、基本形（終止形）および過去形（タ形）に接続する「-なら」「-と」がある。
秋田方言では、動詞の仮定形と形容詞に接続する「-ンバ」があるほかに、県北部の一部地域で動詞の未然形に接続する「-ンバ」があり意味が異なる。また音便形接続のものとして、「-タラ」「-タンバ」があるほか、主に県北部で「-タッケ」「-タッキャ」が用いられる。また、動詞の基本形および過去形（タ形）に接続するものには、形式名詞に「-ダラ」「-ダンバ」が接続したものが用いられる。形式名詞「-ゴド」を含んだ「-ゴッタラ」「-ゴッタンバ」が全県的に用いられるほか、鹿角地方では「-モノ」系の「-オンダラ」「-オンダバ」が、山本地方、南秋田地方と県南部の一部地域では「-ヤジ」（奴）系の「-アッタラ」「-アッタバ」「-アンタラ」「-エンタラ」「-アンタンバ」「-エンタンバ」が、県南部では「-ナ」系の「-ナンダラ」「-ナナラ」「-ナンダンバ」「-ナナンバ」が用いられる。
ある条件を提示して、その条件の下に恒常的にある事柄が起こることを示すには、共通語では仮定形に「-ば」を接続して表す。秋田方言でも、「ドリョク シェンバ  デギルエニ ナル」（努力すればできるようになる）のように仮定形に「-ンバ」を接続して表す。共通語で「-ば」が用いられる用法では秋田方言でも「-ンバ」が用いられる。また、秋田方言の仮定形接続の「-ンバ」は共通語の「-たら」の用法の一部も覆っており、後の部分（後件）に好ましくない事態が述べられて文全体が警告の意味を持つ場合や、後件が禁止文である場合は、共通語では「-たら」が用いられるのに対して、秋田方言では「ソンタ ドゴンデ ネデレンバ カンジェ フィグデァ」（そんなところで寝ていたら風邪を引くよ）や「ソッチャ エゲンバ ダメンダ」（そっちへ行ったらダメだ）のように「-ンバ」が用いられる。
秋田方言の「-タラ」は、「ママ クッタラ ハ ミカ゜ゲ」（飯を食ったら歯を磨け）のように、後件に依頼や命令などの働きかけがある文に用いられるのが基本である。時間的な前後関係を表す継起的条件文には、共通語では「外に(出ると/出たら)雨が降ってきた。」のように「-たら」「-と」を用いるが、秋田方言ではこの用法では「-タラ」を用いず、継起的条件文専用の形式「-タンバ」「-タッケ」「-タッキャ」を用いて「ソドサ (デダンバ/デダッケ/デダッキャ) アメ フッテキタ。」のように言う。前の部分（前件）の動作をした結果、後件の「-タラ」は主文より時間的に前の仮定的な事態を、「-タンバ」「-タッケ」「-タッキャ」は発話以前の過去の事実的な事態を指す形式であると言える。
ある条件を前件で設定し、後件でそれに対する話者の判断や評価、意見、命令などを表すのには、共通語では「-(の)なら(ば)」を用いる。秋田方言ではこの用法の場合、形式名詞に「-ンダラ」「-ンダンバ」などが後接した「-ゴッタラ」「-ゴッタンバ」などの形式を用いて、「アシタ (クルゴッタラ/クルゴッタンバ) アサマ ハイェァグニ コエ」（明日来るなら朝早くに来い）のように言う。同じ意味を表すのに、「-ガラ」という形式を用いることがある。これは確定条件（原因理由）を表す表現と同じ形式であるが、由来は全く異なり、形容詞語尾の「*-グアレンバ」または「*-グアルンダラ」のような形が縮約したものと考えられる。
また、未然形に「-ンバ」が接続した形が秋田県北部の一部地域で「アシタ クランバ アサマ ハイェァグニ コエ」のように「-なら」の意味で用いられる。未然形接続の「-ば」は現在の青森県と、岩手県の旧南部藩地域にも見られる。かつての中央語では未然形接続の「-ば」は仮定条件、已然形接続の「-ば」は確定条件（原因・理由）を表し使い分けられていた。しかし、江戸時代後期になると仮定条件が仮定形（それまでの已然形）で表されるようになり、確定条件は専ら「-から」「-ので」などの形式で表されるようになった。秋田県北部で見られる未然形接続と仮定形接続の「-ンバ」の使い分けはこのような古典語の使い分けと形式上は一致しているが、形式にも意味内容にも違いがある。古典語では上一段動詞、カ変動詞、サ変動詞に未然形接続の「-ば」が接続した場合の形は「みば」（見ば）、「こば」（来ば）、「せば」（為ば）であったが、現在の秋田県北部で見られる接続の形は「ミランバ」「クランバ」「シランバ」であり、ラ行五段化したような形である。また、古典語では未然形接続と已然形接続はそれぞれ仮定条件と確定条件を表したが、現在の秋田県北部では、仮定形接続が共通語の「-ば」の全てと「-たら」の一部に相当する意味領域を、未然形接続が「-なら」に相当する意味領域を表し、仮定条件の中での使い分けとなっている。確定条件には仮定形接続の「-ンバ」は用いられず、古典語と一致しない。

#### 確定条件（原因・理由）
確定条件とは、既に起きたことを前提とした条件のことであり、原因や理由を表す。共通語では「-から」「-ので」が用いられる。秋田県の確定条件（原因・理由）の表現は東北方言の中で最も多彩である。各地方ごとに用いられる主な理由表現の形式を整理すると以下のようになる。
| 原形   | タメニ          | カラニ      | ハデ                            | カラニ ハデ | ハデ カラニ                       | サカイ      | ハデ サカイ | サカイ ハデ |
| 種類   | A               | B           | C                               | B×C         | C×B                               | D           | C×D         | D×C         |
| ------ | --------------- | ----------- | ------------------------------- | ----------- | --------------------------------- | ----------- | ----------- | ----------- |
| 鹿角   | -タエニ -タメニ | -ガラ       | -ハンテ -シャンテ               |             |                                   |             |             |             |
| 北秋田 | -タメニ -タエニ | -ガラ       | -ンテ                           |             | -テガネ                           |             |             |             |
| 山本   | -タメニ         | -ガラ       | -アンテ -ンテ                   |             | -ンテガ                           |             |             |             |
| 南秋田 | -タメニ         | -ガラ       | -アンテ -ンテ                   |             | -ンテガ -ンテガニ                 |             |             |             |
| 河辺   |                 | -ガラ       | -エンテ -ンテ                   |             | -テガ                             |             |             |             |
| 仙北   |                 | -ガラ -カラ | -ンテ                           |             | -ンテガラ -エンテガ -ンテガ -テガ |             |             |             |
| 平鹿   |                 | -ガラ       | -エンテ -エテ                   |             | -エンテガラ -テガ                 |             |             |             |
| 雄勝   |                 | -ガラ       | -エンテ                         |             |                                   |             |             |             |
| 由利   |                 | -ガラ       | -ハンデ -ハンテ -ヒャッテ -エテ | -ガエンテ   | -テガラエ                         | -サゲ -ハゲ | -エンケ     | -サンデ     |

秋田県ではタメニ系、カラニ系、ハデ系、サカイ系の4つの系列があり、さらにそれらが混合した形も多く発生している。秋田県では理由表現を一つの地域で二つ以上併用していることが多く、それらの間に意味の違いなどはほとんどない。
全県的にカラニ系が用いられている。特に秋田市中心部では「-ガラ」の形しかなく、他の表現が見られない。これは、江戸時代の秋田藩の藩主佐竹氏が「-カラ」を用いる常陸国（現在の茨城県）の出自であるため、ハデ系が佐竹士族に嫌われたためと考えられる。カラニ系は中世以前には東北全域で広く用いられていたと考えられ、関東で用いられる「-カラ」とつながる。
ハデ系は最も多様な変異形を持つ。ハデ系は「-ホンドニ」（程に）が原型である。室町時代の中央語（京都方言）の理由表現に「ほどに」「ところで」「さかいに」があることから、室町時代以降に東北地方へ進出したものと考えられ、庄内地方の酒田港付近を拠点として各地に広がったものと見られる。「-ホンドニ」が庄内地方や由利地方でよく見られる「ニ」から「エ」への変化により「-ホンドエ」となり、「-ホンデエ」「-ホンデ」を経て「-ハンデ」となり、この「ハンデ」が伝播していく過程で様々な変異を起こしたと考えられる。現在では最も原型に近い「-ハンデ」が由利地方に見られる。ハデ系は秋田市中心部を除いて秋田県全域に広がっており、さらに青森県津軽地方や岩手県の西部へと広がっている。現在の庄内地方の理由表現はサカイ系の「-サゲ」「-ハゲ」に置き換えられておりハデ系は見られないが、江戸時代の庄内方言資料である洒落本の『筬の千言』（1812年）には「ヤアヤア、マダ早ヱホデヘヨロット一服ヅツ呑メッチャ」（やあやあ、まだ早いから、ゆっくり一服ずつ飲めよ）のように「ほでへ」の表記がある。秋田県では旧来のカラニ系と並存したり混合系を成立させたりしている。特にハデ系にカラニ系が後続した混合形が多様である。現在のカラニ系は単独では専ら「-ガラ」のような形であって「ニ」を失っているが、ハデ系との混合形として各地に「-テガネ」「-テガニ」「-ンテガニ」「-エンテガニ」「-テガラエ」のような形が見られることから、かつての形が「-ガラニ」だったことを窺い知ることができる。
サカイ系は近世上方の「-さかいに」、現代京阪の「-さかい」と同じものである。「境」が形式名詞化したものに由来すると考えられている。ハデ系より遅れて、近畿から北陸、越後、北越、庄内、由利と日本海沿いに北上して進出してきたもので、現在でも連続した分布が見られる。由利地方では旧本荘市より北には見られず、近畿から北上してきて初めて本荘で拒否されたと見られる。由利地方では「-サゲ」という形の他に、庄内地方や由利地方で盛んな /s/ から /h/ への変化により「-ハゲ」という形を成立させている。庄内地方ではハデ系を駆逐したが、由利地方では他の形式と並存し、さらにハデ系との混合形が発生している。
県北部の鹿角地方、北秋田地方、山本地方、南秋田地方では、他の形式とともにタメニ系が用いられる。特に鹿角地方において多用される。鹿角地方では、子音が脱落したタエニの形で用いられることのほうが多い。

#### 逆接
逆接とは、後件の内容が、前件から当然予想される内容と異なっている場合の接続関係を言う。共通語では「-のに」「-けれども」（「-けれど」「-けども」「-けど」）「-が」「-ても」などが用いられる。
前件も後件も事実的なものである場合、共通語では「こんなに寒いのに窓を開けているのか」のように、用言の連体形に接続する「-のに」を用いる。秋田方言ではこの用法の場合、用言の基本形に直接「-ニ」を後接させる表現が用いられるほか、ほぼ全県的に「-ドギ」（時）や「-ジギ」（時期）が用いられ、県北部では形式名詞を含む「-アジ」（奴）が、県南部では同様に形式名詞を含む「-ナサ」が用いられて、「コンタニ (サンビニ/サンビドギ/サンビジギ/サンビアジ/サンビナサ) マンド アゲデルナンダ」のように表す。
前件が事実的なものであるが、後件が事実的ではなく、意思文や命令文が来る場合、共通語では終止形接続の「-けれども」（「-けれど」「-けども」「-けど」）や「-が」、音便形（連用形）接続の「-ても」を用いる。秋田方言では、全県的に「-ンドモ」が用いられるほか、県北部で「-ンバッテ」が用いられ、「(サンビドモ/サンビンバッテ) ガマンシレ」（寒い(けれども/寒い)が我慢しろ）のように言う。
前件が仮定的なものである場合、共通語では音便形（連用形）接続の「-ても」「-たって」や、終止形接続の「-ったって」（「と言ったって」の縮約）を用いる。秋田方言でも同様に音便形（連用形）接続の「-テモ」「-タッテ」と基本形接続の「-ッタッテ」があり、「ドンタニ (サンビクテモ/サンビクタッテ/サンビッタッテ) デァンジョンブンダ」（どんなに(寒くても/寒くたって/寒いったって) 大丈夫だ）のように言う。秋田方言で注意すべき点は、基本形接続の「-ッタッテ」が、前件が事実的であり共通語では「-けれども」「-が」が用いられるような文脈で用いられることである。例えば、「ゴシャゲルンベッタッテ ゴメンシテケレ」（腹が立つだろうけど、許してくれ）のように用いる。

## 態（ヴォイス）
態（ヴォイス、voice）とは、動詞に表現されている事態をどの視点から見るかということを表す形式である。能動態と受動態の対立が代表的であり、受動態は特別な形式で表されるのに対して、能動態は特別な標識を用いず無標で表される。また、使役、可能を表す形式も使役態、可能態としてしばしば態に含まれるほか、自発を表す態として自発態を認めることもある。

### 受動態
受動態とは、動作の対象を主語や主題として述べる形式である。日本語の場合には「受身」と言われることが多い。共通語では、受動態では五段動詞およびサ変動詞では動詞の未然形に助動詞の「-れる」を後接し、一段動詞およびカ変動詞では動詞の未然形に助動詞の「-られる」を後接して表す。また「-れる」と「-られる」は下一段動詞型の活用をする。秋田方言でも同様に下一段型の活用をする「-レル」や「-ラレル」を動詞に後接することで受身を表す。ただし、秋田方言では、「-レル」「-ラレル」から子音が脱落して「-エル」「-ラエル」と発音されることが多い。例えば「カガレル」（書かれる）が「カガエル」、「ミラレル」（見られる）が「ミラエル」、「ネラレル」（寝られる）が「ネラエル」、「コラレル」（来られる）が「コラエル」、「サレル」（される）が「サエル」と発音される。また、鹿角地方では、「クル」（来る）の受身形として「クラレル」（「クラエル」）が用いられる。
日本語の受動文は「まともの受身」（直接受動文、直接受身）、「持ち主の受身」（間接受動文、間接受身、持主受身）、「第三者の受身」（迷惑受身）に分類される。「まともの受身」は「太郎が次郎に殴られた」のように「-が」が後接する名詞が動作の対象、「-に」が後接する名詞が動作の主体を表す文であり、対応する能動文は「次郎が太郎を殴った」のようになる。「持ち主の受身」は「太郎が次郎に頭を殴られた」のように「-を」が後接する名詞が動作の対象、「-に」が後接する名詞が動作の主体、「-が」が後接する名詞が「-に」が後接する名詞の所有者である文であり、対応する能動文は「次郎が太郎の頭を殴った」のようになる。また、「第三者の受身」は、「太郎が雨に降られた」のように、「-が」が後接する名詞が、「雨が降った」のように、対応する能動文の格成分（何らかの格助詞が付く要素）にならない文であり、「迷惑」や「被害」といった意味を含有する。自動詞の受身形は「第三者の受身」の場合にのみ可能である。
受動態において動作の主体を示す助詞には、共通語では「-に」「-によって」「-から」が用いられる。秋田方言では、「-ニ」「-ニガッテ」「-ガラ」が用いられる。「まともの受身」や「持ち主の受身」では、「タロー ジローニガッテ ナク゜ラレダ」や「タロー ジローニガッテ アダマ ナク゜ラレダ」のように、「-ニガッテ」が用いられ、「第三者の受身」では「タロー アメニ フラレダ」のように「-ニ」が用いられるのが普通である。ただし、行為が対象にとって恩恵となる場合は、「タローンダンバ ジローガラ アンブネァドゴ タシケラレダ」（太郎は次郎から危ないところを助けられた）のように「-ガラ」が用いられる傾向が強い。
また、共通語では、恩恵の意味が強い場合に、音便形に接続する「-てもらう」を用いるが、秋田方言でも同様に「-テモラウ」を用いて、「シェンシェ(ニ/ガラ) オシェデモラッタ」（先生(に/から)教えてもらった）のように言う。共通語では、動作の移動性が強い場合に限って、助詞に「-から」を用いることができるが、秋田方言の場合は、動作の移動性が強くなく、共通語では「-に」のみが用いられるような文脈でも、「ワラシ(ニ/ガラ) シコ゜ド テジンダッテモラッタ」（子供に仕事を手伝ってもらった）のように「-ガラ」を使用することができる。

### 使役態
使役態とは、他人に動作を行わせることを示す文法形式である。共通語では、使役態を表すには、五段動詞とサ変動詞では未然形に「-せる」を、一段動詞とカ変動詞では未然形に「-させる」を後接させる。秋田方言でも同様で、五段動詞とサ変動詞では未然形に「-シェル」を、一段動詞とカ変動詞では「-サシェル」を後接させて表す。「-シェル」「-サシェル」の発音は /se/ の発音によって異なり、地域によって「-(サ)セル」「-(サ)ヒェル」「-(サ)ヘル」の形も見られる。秋田方言では、一段動詞とカ変動詞の場合に、未然形に「-ラシェル」を後接させて表すことも多く、「ミラシェル」（見させる）や「コラシェル」（来させる）のような形式が見られる（未然形が「ミラ-」「コラ-」のようにラ行五段化し、それに「-シェル」が接続したとも考えられる）。鹿角地方では、カ変動詞「来る」の使役形には、「クラセル」または「クラヒェル」が用いられる。
使役態の被使役者を表すには、共通語では対象を表す「-を」（「-オ」）や行為の相手を表す「-に」を用いる。共通語で「子供(を/に)買い物に行かせた」のように「-を」と「-に」のように「-を」と「-に」の両方が使用可能な構文では、秋田方言では「ワラシ(Ø/ドゴ/サ) カエモノサ エガシェダ」のように無助詞あるいは「-ドゴ」「-サ」が用いられる。また、「太郎を怒らせてしまった」のように「-を」のみが使用可能な構文では、「タロー(Ø/ドゴ) ゴシャガシェデシマッタ」のように無助詞あるいは「-ドゴ」が用いられ、「子供に本を読ませる」のように「-に」のみが使用可能な構文では「ワラシサ ショモジ ヨマシェル」のように「-サ」が用いられる。ただし「-ドゴ」が使用されるのは前接名詞が有情物である場合のみである。共通語で「-に」のみが使用可能な構文では、「-ドサ」も用いられるが、「-ドゴ」が用いられることはない。

### 可能態
可能態とは、何かの動作を行うことが可能であるということを示す文法形式である。
共通語では、一般的な動詞から可能の意味を表す動詞を派生させるのに三種類の方法がある。五段動詞では、仮定形の形に下一段型の活用をする助動詞「-る」を付けた「書ける」のような形が用いられる。このような動詞は可能動詞と呼ばれ、可能の意味を表す下一段動詞を五段動詞から規則的に派生させることができる。また、未然形の形に下一段型の活用をする可能接辞の助動詞「-れる」を付けた「書かれる」のような形も用いられるが、五段動詞ではこの形は尊敬や受動の意味を表す用法に限られつつあり、可能の意味で用いるのは古風である。一方、一段動詞とカ変動詞では、未然形に可能接辞「-られる」を付けた「見られる」「来られる(こられる)」のような形が規範的とされている。この形は尊敬や受動の場合と同形である。現在では、一段動詞でも五段動詞と同様に、仮定形の形に「-る」を付けた「見れる」のような形がかなり広まっており、カ変動詞でも「来れる(これる)」の形が同様に用いられるが、このような可能動詞形は非規範的なものとされており、「ら抜き言葉」と呼ばれてしばしば日本語の乱れの代表例として非難される。また、サ変動詞では「する」からの派生形ではなく、語彙的な可能動詞「出来る(できる)」が用いられる。
秋田方言では、共通語では「可能」として一括される意味範囲に、「能力可能」と「状況可能」の区別がある。「能力可能」とは、その動作を行う主体の持つ能力によって、その行為を行うことが可能であるということを示す形式であり、「状況可能」とは、その動作を行う主体を取り巻く状況によって、その行為を行うことが可能であるということを示す形式である。能力可能と状況可能の区別は、派生形式の違いによって表される。能力可能では、五段動詞、一段動詞、カ変動詞のいずれにおいても可能動詞形が用いられ、五段動詞には仮定形に「-ル」を、五段動詞以外では未然形に「-レル」を接続して「カゲル」（書ける）、「ミレル」（見られる）、「コレル」(来られる)のように言う。またサ変動詞でも、「シェル」（「シレル」から「シエル」を経た変化形、「できる」に相当）が用いられる。否定形は「カゲネァ」（書けない）、「ミレネァ」（見られない）、「コレネァ」（来られない）、「シェネァ」（できない）のようになり、可能動詞は下一段活用である。また状況可能では、肯定では「カグニエー」（書ける）、「ミルニエー」（見られる）、「クルニエー」（来られる）、「シルニエー」（できる）のように、基本形に「-ニエー」（-(の)に良い）を接続した形を用い、否定には「カガレネァ」（書けない）、「ミラレネァ」（見られない）、「コラレネァ」（来られない）、「シェネァ」（できない）のように可能接辞形が用いられる。なお、可能接辞形はしばしば子音脱落により「カガエネァ」「ミラエネァ」「コラエネァ」と発音される。
共通語と秋田方言の可能を示す形式を示すと以下のようになる。
| 共通語   | 能力可能                           | 能力可能                           | 状況可能                           | 状況可能                           |
| 活用     | 肯定                               | 否定                               | 肯定                               | 否定                               |
| -------- | ---------------------------------- | ---------------------------------- | ---------------------------------- | ---------------------------------- |
| 五段動詞 | 可能動詞形、可能接辞形（古風）     | 可能動詞形、可能接辞形（古風）     | 可能動詞形、可能接辞形（古風）     | 可能動詞形、可能接辞形（古風）     |
| 一段動詞 | 可能接辞形、可能動詞形（非規範的） | 可能接辞形、可能動詞形（非規範的） | 可能接辞形、可能動詞形（非規範的） | 可能接辞形、可能動詞形（非規範的） |
| カ変動詞 | 可能接辞形、可能動詞形（非規範的） | 可能接辞形、可能動詞形（非規範的） | 可能接辞形、可能動詞形（非規範的） | 可能接辞形、可能動詞形（非規範的） |
| サ変動詞 | 語彙的可能動詞「できる」           | 語彙的可能動詞「できる」           | 語彙的可能動詞「できる」           | 語彙的可能動詞「できる」           |

| 秋田方言 | 能力可能   | 能力可能   | 状況可能     | 状況可能   |
| 活用     | 肯定       | 否定       | 肯定         | 否定       |
| -------- | ---------- | ---------- | ------------ | ---------- |
| 五段動詞 | 可能動詞形 | 可能動詞形 | シルニエー形 | 可能接辞形 |
| 一段動詞 | 可能動詞形 | 可能動詞形 | シルニエー形 | 可能接辞形 |
| カ変動詞 | 可能動詞形 | 可能動詞形 | シルニエー形 | 可能接辞形 |
| サ変動詞 | 可能動詞形 | 可能動詞形 | シルニエー形 | 可能接辞形 |

例えば能力可能の場合は肯定で「アノ ワラシ モー オッキガラ フィトリンデ フグ キレル」（あの子供はもう大きいから一人で服を着られる）、否定で「アノ ワラシ マンダ チッチャケクテ フグ キレネァ」（あの子供はまだ小さくて服を着られない）のように言い、状況可能の場合は肯定で「コノ フグ チョペット クチクレンバ マンダ キルニエー」（この服はちょっと修繕すればまだ着られる）、否定で「アノ ワラシ コノ フグ モー チッチャケクテ キラレネァ」（あの子供はこの服がもう小さくて着られない）のように言う。
なお、能力可能と状況可能の区別は共通語や東京方言にはないが、区別する方言も各地に見られる。「着る」の例で言えば、青森では能力可能と状況可能を「キレネ/キラエネ」で区別する秋田とほぼ同じ体系を持っているほか、大阪で「ヨーキン/キラレン」、福岡で「キキラン/キラレン」、長崎で「キーエン/キラレン」、沖縄本島で「チーユーサン/チララン」などの例がある。
　

### 自発態
自発態とは、ある動作を人が積極的な意思を持って行うのではなく、自然に実現するものであることを示す形式である。共通語では尊敬や受動の形式と同じく、五段動詞には未然形に「-れる」を、一段動詞には未然形に「-られる」を接続することで表す。しかし、共通語ではこの用法は意思性が弱い「思う」「感じる」「惜しむ」などの思考動詞や知覚動詞に接続した「思われる」「感じられる」「惜しまれる」などの限定されたものに限られており、またやや文章語的である。また「泣ける」のように可能動詞の形式を使う場合や、音便形に「-てしまう」を接続する場合もあるが、これらは単独では自発としての意味が弱く、「つい」「うっかり」「自然と」などの副詞類や、「-てならない」「-てしかたがない」「-てくる」などの後続形式を伴うことでようやく自発の意味と解釈されることが多い。共通語では自発は文法範疇としての自立性が弱い。
一方、東北北部の方言では、自発が文法範疇として自立しており、生産的に用いられる方言が見られる。秋田県に隣接する青森県や岩手県では、五段型の助動詞「-(ラ)サル」を動詞の未然形に接続し、山形県では五段型の助動詞「-(ラ)ル」を動詞の未然形（カ変はクラル、サ変はスラル）に接続して、自発動詞を生産的に生み出すことができる方言がある。
秋田県では、青森県と岩手県に接する県北部および内陸部で、青森県や岩手県と共通する「-(ラ)サル」が用いられる。五段動詞とサ変動詞には未然形に「-サル」が、一段動詞とカ変動詞には未然形に「-ラサル」が接続して、それぞれ五段動詞として活用する。例えば「コノ ペンンダンバ エンク トッケァレンバ マンｍダ カガサル」（このペンはインクを取り替えればまだ書ける）や「リモゴンノ ボダン コワエデデ オササラネァ」（リモコンのボタンが壊れていて押せない）のように用い、自分の意思と関係なく動作が起こることを表す。しかし、中央部や県南部ではこのような形式は活発ではなくあまり使われない。共通語で可能の形式で置き換えられるような用法では、状況可能の形式を用いて表されることが多い。

## 時制（テンス）と相（アスペクト）
時制（テンス、tense）とは、出来事がいつ起こったのかを発話時を基準として時間的に位置づける形式であり、過去、現在、未来などを表す。また相（アスペクト、aspect）とは出来事の完成度を表す形式であり、完成相と非完成相（継続相）などを表す。
共通語での時制は非過去と過去に二分され、非過去が現在と未来の両方を表す。時制は動詞述語、形容詞述語、形容動詞述語、名詞述語の全てにあり、「書く」「赤い」「静かだ」「山だ」に対して「書いた」「赤かった」「静かだった」「山だった」のような対立をなす。一方、共通語での相には完成相と継続相があるが、相の対立があるのは動詞述語のみであり、形容詞述語、形容動詞述語、名詞述語には相の対立はない。また動詞述語の中でも、「ある」「いる」のような存在動詞は、動作の時間的展開性がないために相の対立を持たない。相の対立がある場合、完成相は非過去で「する」、過去で「した」のように無標で表される一方、継続相は非過去で「している」、過去で「していた」のように音便形（連用形）に「-ている」を接続して表す。

### 状態述語
相の対立を持たない述語を状態述語という。秋田方言では、状態動詞「エル (居る)」において、現在の時制を表す場合に「ジッチャ エマ エダガ？」（おじいさん、今居るか？）のように「エダ」の形が用いられる場合がある。「エダ」の形は過去の時制にも用いられるが、過去の時制であることを明確にしたい場合は、県北部と中央部では「エデアッタ」、県南部では「エダッタ」が用いられる。また、県南部の一部の地域では、形容詞の過去語尾を用いて「エダガッタ」という地域がある。未来の時制では「ジッチャ アシタ エサ エルガ？」（おじいさん、明日家にいるか？）のように「エル」の形を用いる。また、現在の一時的存在を表す場合には「エダ」が用いられるのに対して、習慣的な存在を表す場合には「ジッチャ エッカダ エサ エル」（おじいさんはいつも家に居る）のように「エル」が用いられる。
同じような現象は可能動詞にも見られ、未来が「ミレル」のように基本形で表される一方、現在形は「ミレダ」のような形になり、過去であることを明示する場合には「ミレデアッタ」や「ミレダッタ」が用いられる。一方で、存在動詞「アル」では、現在においても「アッタ」が用いられることはなく、「アル」で表される。これは、「アッタ」が「-テアッタ」の形で過去であることを明示する機能を持っているためである。過去では「アッタ」の他に「アッテアッタ」（県南部では「アッタッタ」）を用いる。これは「カエデアル」（書いてある）のような補助動詞としての用法でも同様であり、過去には「カエデアッテアッタ」（県南部では「カエデアッタッタ」）の形が見られる。形容動詞述語や名詞述語では非過去が「シンジガンダ」「ヤマンダ」、過去が「シンジガンデアッタ」「ヤマンデアッタ」（県南部では「シンジガンダッタ」「ヤマンダッタ」）のように対立し、形容詞述語では非過去が「アゲァ」、過去が「アゲァガッタ」のように対立し、共通語と類似した体系をなす。状態述語の時制の対立を共通語と対比させながら示すと以下のようになる。これらには相の対立はない。
| 述語         | 語例   | 未来                | 現在                | 過去                                              |
| ------------ | ------ | ------------------- | ------------------- | ------------------------------------------------- |
| 状態動詞     | 居る   | エル いる           | エダ いる           | エダ・エデアッタ（エダッタ） いた                 |
| 存在動詞     | 有る   | アル ある           | アル ある           | アッタ・アッテアッタ（アッタッタ） あった         |
| 可能動詞     | 書ける | カゲル 書ける       | カゲダ 書ける       | カゲダ・カゲデアッタ（カゲダッタ） 書けた         |
| 名詞述語     | 山だ   | ヤマンダ 山だ       | ヤマンダ 山だ       | ヤマンデアッタ（ヤマンダッタ） 山だった           |
| 形容詞述語   | 赤い   | アゲァ 赤い         | アゲァ 赤い         | アゲァガッタ 赤かった                             |
| 形容動詞述語 | 静かだ | シンジガンダ 静かだ | シンジガンダ 静かだ | シンジガンデアッタ（シンジガンダッタ） 静かだった |

未実現の状態（未実現相）を表す「（まだ）-していない」にあたる形式では、全県的に「サネァガッタ」が未実現相現在を表す表現として用いられるほか、特に鹿角地方では「サネァデダ」「サネァデラ」（「しないでいる」に相当）が用いられる。

### 動態述語
時制の対立に加えて相の対立を持つ述語を動態述語という。動詞の中で状態動詞「エル」と存在動詞「アル」を除いた動態動詞が動態述語である。動態述語の表現には秋田県内で著しい地域差がある。
動態述語では、未来時制の場合、全県的に完成相で「シル」（する）、継続相で「シテル」（している）のような形式が用いられる。現在時制の場合、共通語で「している」で表される継続相では中央部と県南部で「シテダ」（「していた」に相当）が用いられるほか、県北部と県南部では「シテラ」が用いられる。また、過去時制では、共通語で「した」で表される完成相で全県的に「シタ」が用いられるのに加えて、中央部で「シテアッタ」、県南部で「シタッタ」が用いられる。共通語の「していた」にあたる継続相過去では、県北部と中央部で「シテアッタ」が用いられるほか、中央部では「シテエデアッタ」も用いられ、県南部では「シテダッタ」と「シテラッタ」が用いられる。各地域の用法を「する」を語例としてまとめると以下のようになる。なお、県南部の由利地方の体系は中央部の体系と一致する。
| 時制   | 未来   | 未来     | 現在           | 過去             | 過去                       |
| 相     | 完成相 | 継続相   | 継続相         | 完成相           | 継続相                     |
| ------ | ------ | -------- | -------------- | ---------------- | -------------------------- |
| 共通語 | する   | している | している       | した             | していた                   |
| 県北部 | シル   | シテル   | シテラ         | シタ             | シテアッタ                 |
| 中央部 | シル   | シテル   | シテダ         | シタ・シテアッタ | シテアッタ・シテエデアッタ |
| 県南部 | シル   | シテル   | シテダ・シテラ | シタ・シタッタ   | シテダッタ・シテラッタ     |

県北部では「シテアッタ」が継続相過去に用いられるが、県南部ではその縮約形の「シタッタ」が完成相過去に用いられる。中間の中央部では、「シテアッタ」が継続相過去と完成相過去の両方に用いられるが、中年層以下では継続相過去に限って「シテアッタ」を用いる傾向が強まっている。県北部の体系は北の津軽地方の方言（津軽弁）に連続するものであり、県南部の体系は東の旧南部藩領の方言（広義の南部弁）や南の山形内陸の方言、宮城県の方言に連続するものと見られる。

## 極性（肯定・否定）
極性（ポラリティ、polarity）とは、叙述を肯定するか否定するかを表す文法範疇である。共通語では肯定は無標で表され、否定は形容詞型の活用をする助動詞「-ない」を動詞の未然形、形容詞と形容動詞の連用形（「-く」、「-で」「-では」）に接続することで表す。
秋田方言でも肯定は無標で、否定は形容詞型の活用をする助動詞「-ネァ」を接続することで表す。動詞には未然形に接続し、形容詞では基本形と同じ形に「-グ」を介して接続する。形容動詞には「-デ」に直接接続し、共通語の「-では」や「-じゃ」のように「-ワ」を介することはしない。「-ネァ」の部分は変化せず、様々な接辞が後接することで、「-ネァグ」（-なく）、「-ネァデ」（-ないで）、「-ネァグテ」「-ネァシテ」（-なくて）、「-ネァガッタ」（-なかった）、「-ネァンバ」（-なければ）のような変化をする。形容詞の「ネァ」（無い）とほとんど同じ変化をするが、「-ネァデ」（-ないで）の形を持つ点が形容詞と異なる。

## 法性（モダリティ）
法性（モダリティ、modality）とは、文が表す出来事と現実との関係や意図、聞き手に対する態度などを表す文法範疇である。法性（モダリティ）を表す形式を特に法（ムード、mood）と呼ぶことがある。モダリティは事実に対する対事モダリティと、聞き手に対する対人モダリティに分けられることがある。また、対事モダリティは、認識モダリティ（epistemic modality）と義務モダリティ（deontic modality）に分けられる。

### 命令
命令の表現には、動詞の命令形が用いられる。鹿角地方を除くほとんどの地域で、一段活用の命令形が「ミレ」（見ろ）、「ナゲレ」（投げろ）のようにエ段音になる点と、カ変活用の命令形が「ケ」（来い）、サ変活用の命令形が「シェ」「シレ」（しろ）などになるのが特徴である。

### 禁止（否定命令）
禁止（否定命令）の表現には、直接的な禁止の場合、共通語と同様に、「カグナ」（書くな）のように基本形に「-ナ」を付けた形が用いられる。また、共通語の「-てはいけない」「-てはならない」にあたる丁寧な禁止としては、仮定形接続の「-レンバ (ワガラネァ/デギネァ/ヤジャガネァ)」が用いられる。「ワガラネァ」「デギネァ」は「分からない」「出来ない」に相当する表現であるが、共通語と用法が異なる。「ヤジャガネァ」には「ヤザガネァ」「ヤジガネァ」「ヤジャネァ」「ヤザネァ」「ヤジネァ」など多様な形がある。「カガレネァ」（書かれない)のように状況可能の否定の形式が丁寧な禁止として用いられる。

### 義務
義務の表現には、共通語では未然形接続の「-なければならない」が用いられるが、秋田方言では未然形接続の「-ネァンバナラネァ」が用いられるほか、「-ネァンバネァ」という表現が用いられることがある。また、県南部には、「-ネァンバ デギネァ」（「なければできない」に相当）が用いられる地域がある。「-ネァンバネァ」は「-ネァネァ」になることもある。

### 授受
授受表現には、共通語では他者が話者に与える求心的方向の授与には「くれる」を用い、話者が他者に与える遠心的方向の授与には「やる」「あげる」を用いる。秋田方言では、共通語で「くれる」が用いられる求心的方向の授与には、多くの地域で、「クレル」が「クエル」を経て変化した「ケル」が用いられる。由利地方沿岸南部のにかほ市では、「クレル」「クエル」となる地域もある。秋田方言の特徴は、共通語で「やる」が用いられる遠心的方向の授与にも「ケル」が用いられることである。なお、具体物の授与の場合には、求心的方向の授与を「ケデケル」、遠心的方向の授与を「ケデヤル」で表し分けることもできる。行為の授与の場合には、動詞の音便形（連用形）に接続する「-デケル」（-てくれる、-てやる）が求心的授与にも遠心的授与にも用いられる。
南秋田地方を中心とした地域では、遠心的方向の授与の場合に、「ケル」とともに「ダシ」（ダス）が併用される。行為の授与の場合には音便形接続の「-デダシ」（-デダス）が用いられる。「ダシ」は求心的方向の授与には用いられない。「ダス」は茨城県の大部分と千葉県の北部を中心とした地域で遠心的方向の授与専用の形式として用いられているほかは南秋田地方とその周辺でしか使用がみられないが、秋田方言と茨城方言などとの間に直接の関係があるかは不明である
受納表現には、具体物の場合でも行為の場合でも、共通語と同様に「モラッタ」が用いられる。行為の場合は動詞の音便形（連用形）に「-デ」（-て）を介して接続する。「。

### 依頼
依頼の表現には、共通語では音便形接続の「くれ」が用いられるが、秋田方言では「ケレ」が用いられる。また、敬意を持った依頼には、共通語では「ください」が用いられるが、秋田方言では地域により様々な語形が用いられる。全県的に「タモレ」やその転化形の「タンエ」「タンシェ」が用いられるほか、山本地方や南秋田地方では「クナンシェ」が用いられ、鹿角地方では「クダエ」が、由利地方では「クダハレ」や「クダセ」が用いられる。

### 推量・確認
推量の表現には、共通語では「-だろう」が用いられるが、秋田方言では由利地方以外の地域で「-ンベ」を用い、「アシタ アメ フルンベ」（明日は雨が降るだろう）のように言う。推量の場合には、「-ンベ」に終助詞「-モノ」が付いた「-ンベオノ」「-ンベオン」「-ンビョン」が用いられる。「-ンベオノ」「-ンベオン」は県南部で、「-ンビョン」は県北部で用いられる傾向が強い。これらは動詞の基本形に接続するだけでなく、「タゲァベ」（高いだろう）や「シンジガンダンベ」、「アメンダンベ」のように形容詞、形容動詞、指定辞の基本形にも接続する。山本地方や南秋田地方など県北西部では、「フッペ」「フッピョン」（来るだろう）のように促音化した形が用いられることがある。鹿角地方では「-ンベ」とともに「-ゴッタ」が併用される。由利地方では、北部の旧岩城町や旧大内町を除いてほとんど「-ンベ」が用いられず、代わりに沿岸部では「-ンデロ」が用いられ、旧鳥海町や旧東由利町など山間部では「-ガロ」が用いられる。なお、推量の疑問文では「-ンベオノ」「-ンベオン」「-ンビョン」は用いられない。
また、「-ンベ」は確認要求でも用いられ、「オメァモ アシタ クルンベ？」（お前も明日来るだろう？）のように言う。確認要求では「-ンベオノ」「-ンベオン」「-ンビョン」「-ゴッタ」は用いられず、由利地方以外のほぼ全域で「-ンベ」が、由利地方では沿岸部で「-ンデロ」が、内陸部で「-ガロ」が用いられる。

### 意向
話者の意向（意思）を表す表現には、共通語では「書こう」のような形が用いられる。東北地方の太平洋側では推量や確認要求と同じ「-ンベ」が用いられるが、青森県や秋田県では意向の場合には「-ンベ」があまり用いられない。秋田県では全県的に「カグ」（書く）や「ミル」（見る）のような基本形により意向を表す用法が広く見られるほか、県南部では「カゴ」（書こう）や「ミロ」（見よう）のような意向形による表現が多く用いられる。「-ガ」（-か）「-ガナ」（-かな）が後接して用いられることもある。「書こうか？」のような疑問の形でも、「カグガ」のような基本形による形が広く見られ、県南部で「カゴガ」のような意向形による形が見られる。「書こうと思った」のように意向を引用する場合には、「カゴド (オ)モッタ」のような意向形による表現は言い切りや疑問の場合より少なく、「カグド (オ)モッタ」のような基本形による表現が多く用いられる。なお、県北部を中心として、「カグ キ ナッタ」（書く気になった）のような表現が慣用的に用いられる。基本形に間投助詞「ハ」の接続した「カグハ」「ミルハ」などや、それが融合した「カガァ」「ミラァ」などによって意思を表す場合もある。

### 勧誘
「一緒に行こう」のような相手への勧誘を表す場合には、由利地方を除く大部分の地域で「エグンベ」のように基本形に「-ンベ」を接続した表現が用いられる。基本形のみの「エグ」のような表現も多少用いられる。県南部では「エゴ」のような意向形による表現も用いられる。特に由利地方では「-ンベ」を使わないため、意向形によって勧誘を表すことになる。主に県北部では、勧誘の表現に限って「エグンベシ」のように「-ンベシ」が用いられる。

### 比況・推定
比況と推定の表現には共通語では「-みたいだ」「-ようだ」が用いられるが、秋田方言には「-みたいだ」に相当する「-ミデァンダ」、「-ようだ」に相当する「-ヨンタ」「-エンタ」、それらの混交形の「-ミデァエンタ」「-ミダエンタ」「-ミデンタ」「-ミデッタ」が用いられる。比況では「-ミデァンダ」、推定では「-ヨンタ」「-エンタ」が用いられやすい。推定には「-フーダ」（風だ）も用いられる。

### 伝聞
引用の助詞「-ド」が終助詞として伝聞を表す用法が全県的に見られる。また、「-と言うもの」に由来する「-ジモノ」「-ジオノ」「-ジオン」「-ゾン」などが主に県南部で、「-デモノ」「-デオノ」「-デオン」が主に山本地方、南秋田地方で用いられる。鹿角地方では「-ジ」が単独で伝聞に用いられる。

## 敬語
秋田方言を含む東北方言は一般に複雑な敬語体系を発達させていない。特に、尊敬語や謙譲語の専用の形式を持たない。しかし丁寧語（聞き手尊敬）は持つ場合が多く、秋田方言にも丁寧語の使用は広く認められる。
共通語の「-です」「-ます」に相当する丁寧語として、秋田方言では「-シ」の使用が由利地方以外に広く認められる。「-シ」は用言の基本形に接続し、「カグシ」（書きます）、「タゲァシ」（高いです）、「シンジガンダシ」（静かです）、「アメンダシ」（雨です）、「ンダシ」（そうです）のように用いられる。過去の「-タ」、否定の「-ネァ」、願望の「-テァ」には後接して「-タシ」（-ました）、「-ネァシ」（-ません）、「-テァシ」（-たいです）のようになり、推量の「-ンベ」や終助詞には前接して「-シンベ」（-でしょう）のようになる。「-シ」が直前の語に接するとき、県北部では「-ッシ」のように軽い促音を介し、県南部では「-ンシ」のように軽い撥音を介する傾向がある。なお、これは意識の上では「-ス」であり、「シ」と「ス」を区別する年代の話者は「-ス」として発音する。
鹿角地方や秋田市、由利地方では「-アンシ」が用いられる。意識としては「-アンス」が多い。動詞に接続する場合、由利地方では連用形に接続して「カギアンシ」（書きます）のようになるが、鹿角地方ではこの形は高年層に限られ、一般には「カガンシ」のような形が用いられる。秋田市では「カグデアンシ」となる。またその否定としては、鹿角地方は「カガナエンシ」（カガネァンシ）、秋田市では「カガナガンシ」、由利地方では「カギヤヘン」のような形が用いられる。しかし由利地方では現在ではあまりこれらの丁寧表現は用いられていない。山本地方、男鹿市、由利地方などの海岸部では、丁寧の表現が用いられない傾向が強い。
また、「-てください」にあたる依頼の表現では丁寧な表現が見られることが多く、「タモレ」やその転化形の「タンエ」「タンシェ」が全県的に見られ、山本地方や南秋田地方では「クナンシェ」が、鹿角地方では「クダエ」が、由利地方では「クダハレ」や「クダセ」が用いられる。
県内の各地域で主に用いられる丁寧語の形をまとめると以下のようになる。
| 区画       | 鹿角方言                  | 県北方言         | 中央方言                      | 県南方言         | 由利方言                    |
| ---------- | ------------------------- | ---------------- | ----------------------------- | ---------------- | --------------------------- |
| 書きます   | カギアンシ（古） カガンシ | カグ（ッ）シ     | カグ（ッ）シ カグデアンシ     | カグ（ン）シ     | カギアンシ                  |
| 書きません | カガナエンシ カガネァンシ | カガネァ（ッ）シ | カガネァ（ッ）シ カガナガンシ | カガネァ（ン）シ | カギヤヘン                  |
| そうです   | ソーダンシ                | ンダ（ッ）シ     | ンダ（ッ）シ ソーデアンシ     | ンダ（ン）シ     | ンデゴザリアンシ ンデガンシ |